# Brocken
Der Brocken (volkstümlich Blocksberg genannt) ist mit 1141,2 m ü. NHN der höchste Berg im Mittelgebirge Harz, in Sachsen-Anhalt und in ganz Norddeutschland. Er befindet sich in der Gemarkung Schierke der Stadt Wernigerode im Landkreis Harz. Der Berg und seine Umgebung im Nationalpark Harz sind eines der beliebtesten Ausflugsziele Deutschlands. Der Brocken ist der dominanteste Berg in Deutschland.
Die schmalspurige Brockenbahn fährt seit 1899 zum Gipfel, abgesehen von Unterbrechungen infolge von Zerstörungen im Zweiten Weltkrieg und später aufgrund der deutschen Teilung. Die seit den 1930er Jahren vorhandenen Sendeanlagen auf dem Brocken haben aufgrund der exponierten Lage im Hochharz eine große technische Reichweite.

## Geographie

### Lage
Der Brocken liegt im Naturpark Harz/Sachsen-Anhalt. Er erhebt sich im Territorium von Wernigerode, dessen Kernort etwa 12 km nordöstlich des Berggipfels liegt. Etwa 2 km westlich des Gipfels verläuft die Grenze zu Niedersachsen. Am Südostfuß des Brockens liegt der Luftkurort Schierke.
Etwas nördlich unterhalb des Brockengipfels befand sich bis zum Jahr 1744 der Brockenteich. Im Brockenfeld, westlich des Berges, liegt das Quellgebiet der Fließgewässer Bode, Ecker und Oder, im Brockenbett östlich des Berges das der Ilse.
Vom Brockengipfel aus kann man bei guter Sichtweite unter anderem den Großen Inselsberg in Thüringen, den Köterberg im Weserbergland, den Petersberg nördlich von Halle (Saale) sowie den 79 km entfernten Magdeburger Dom erkennen. Bei sehr guter Sicht sind auch das Rothaargebirge (164 km Entfernung) und die Rhön (152 km) sichtbar. Bei exzellenten Bedingungen können auch der etwa 224 km entfernte Fichtelberg und der benachbarte Keilberg (227 km) in Tschechien wahrgenommen werden.

### Naturräumliche Zuordnung
Der Brocken gehört in der naturräumlichen Haupteinheitengruppe Harz (Nr. 38) und in der Haupteinheit Hochharz (381) zur Untereinheit Brocken (Östliches Brocken-Massiv; 381.0). Im Gegenuhrzeigersinn fällt die Landschaft nach Westen bis Südwesten in die Untereinheit Torfhäuser Hügelland (381.1) ab; nach Süden bis Südosten leitet sie in den Naturraum Östliches Brockenvorland (380.61) und nach Osten bis Nordwesten in den Naturraum Nördliches Brockenvorland (380.60) über, die in der Haupteinheit Oberharz (380) zur Untereinheit Nördliches und Östliches Brockenvorland (380.6) zählen.

### Berghöhe und Nebenkuppen

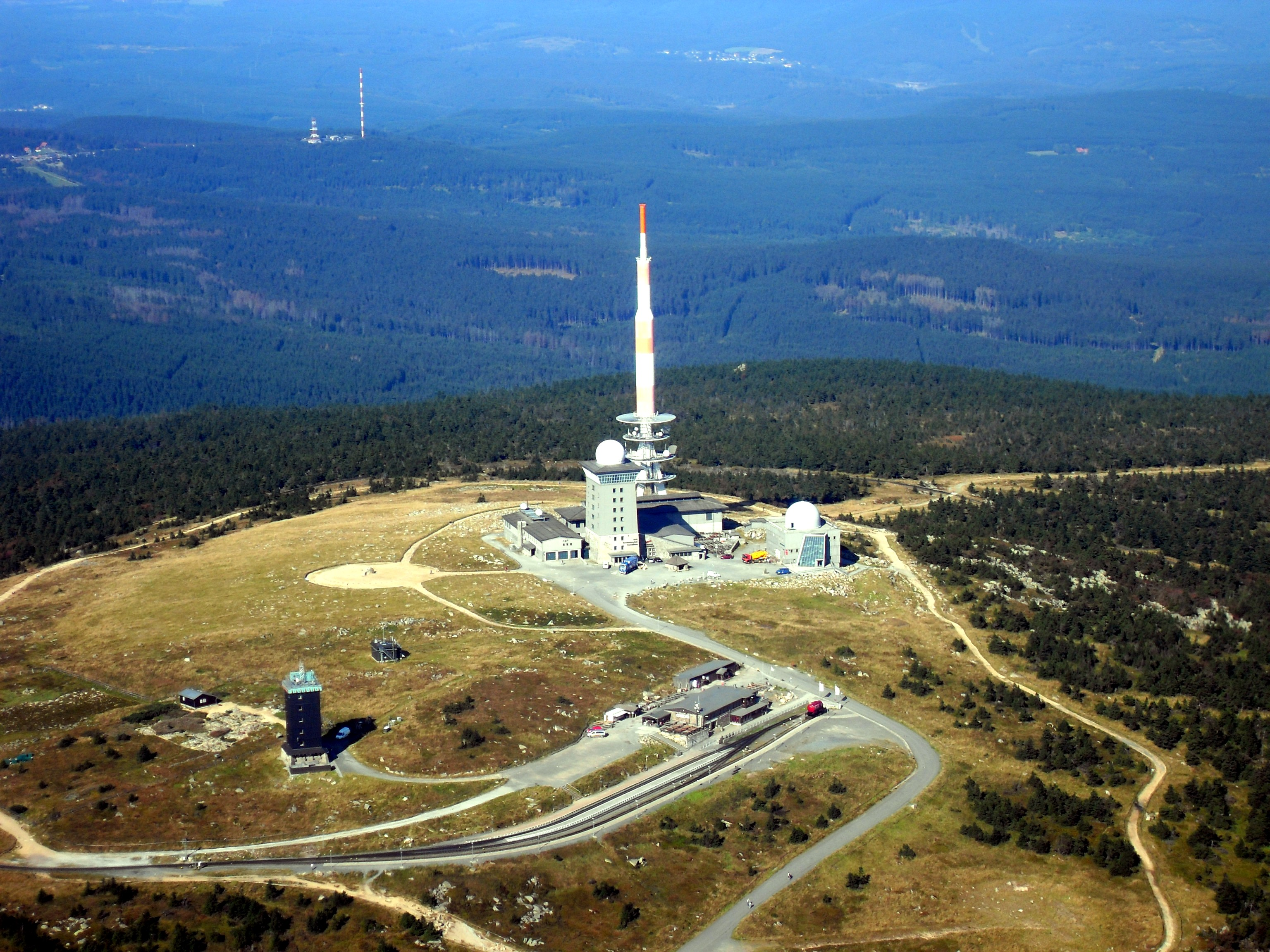
Luftbild der Brockenkuppe (2009)

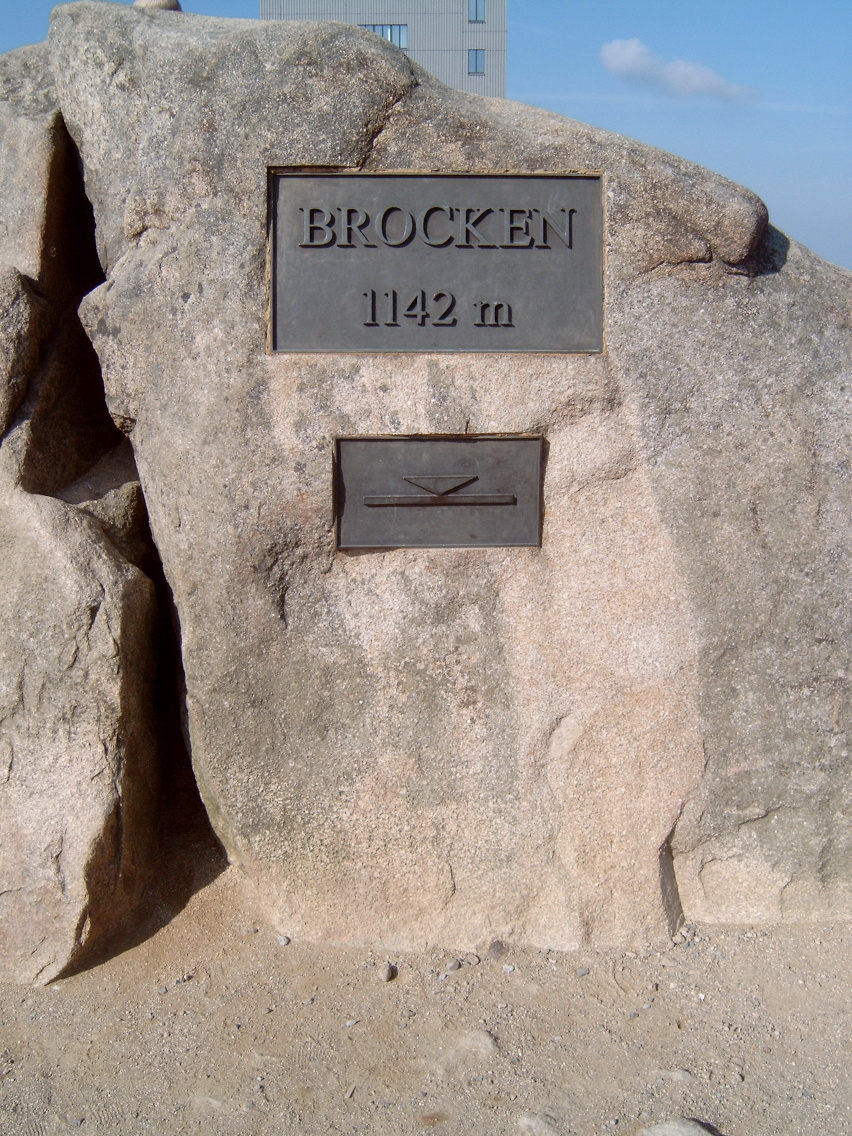
Gipfelstein

Der Gipfel liegt auf 1141,2 m ü. NHN. Bei dieser Angabe bleiben Aufbauten wie Pfeiler, Granitfelsbrocken etc. unberücksichtigt. Die auf einigen topographischen Karten angegebene Höhe von 1140,7 m bezieht sich auf den Geodätischen Grundnetzpunkt (GGP), welcher der Messung des Erdschwerefelds dient. Dieser liegt nicht auf dem höchsten Punkt des Brockens.
Bereits im Jahr 1849 konnte die natürliche Höhe des Brockens mit exakt 1141,09 m bestimmt werden. In einer erneuten Vermessung 1999 wurde diese Höhe grundsätzlich bestätigt und war somit bis zur Umstellung von Normalnull auf Normalhöhennull die gültige Höhe von 1141,1 m ü. NN.
Die Höhe des Brockengipfels war jedoch bis vor 1989 in den meisten einschlägigen Karten und Büchern mit 1142 m angegeben. Der Grund dieser Annahme war ein bis etwa 1989 auf dem Brocken stehender, ein Meter hoher Granitpfeiler für Vermessungszwecke. Um zu der alten Angabe von 1142 m wieder einen Bezug herzustellen, wurden Mitte der 1990er Jahre am höchsten Brockenpunkt Granitfelsbrocken aufgestellt, mit denen die frühere Höhenangabe nicht nur erreicht, sondern um rund einen Meter überschritten wird. An diesem Gipfelstein wurde eine Höhenmarke „1142 m“ angebracht. Diese Höhenangabe auf dem oberen Schild bezieht sich auf die Linie auf dem unteren Schild. Der Stein am Gipfel ist Teil und in etwa Mittelpunkt der ihn umgebenden Brockenuhr, einer zumindest seit 2009 vegetationsfreien Kreisfläche von etwa 40 m Durchmesser, die mittels etwa 50 im Boden eingelassener, etwa ein Meter langer Marken entlang von Kreisbögen Richtungs- und Entfernungsangaben zu Orten und Landmarken anzeigt und über drei Fußwege an die Verkehrsflächen um die Gebäude anschließt. Der Gipfel liegt etwa 130 m südöstlich des am höchsten aufragenden Fernsehsendemasts.
Nebenkuppen des Brockens sind unter anderem die Heinrichshöhe (ca. 1045 m) im Südosten, der Königsberg (1033,5 m) im Südwesten und der Kleine Brocken (1018,4 m) im Norden.

### Geologie

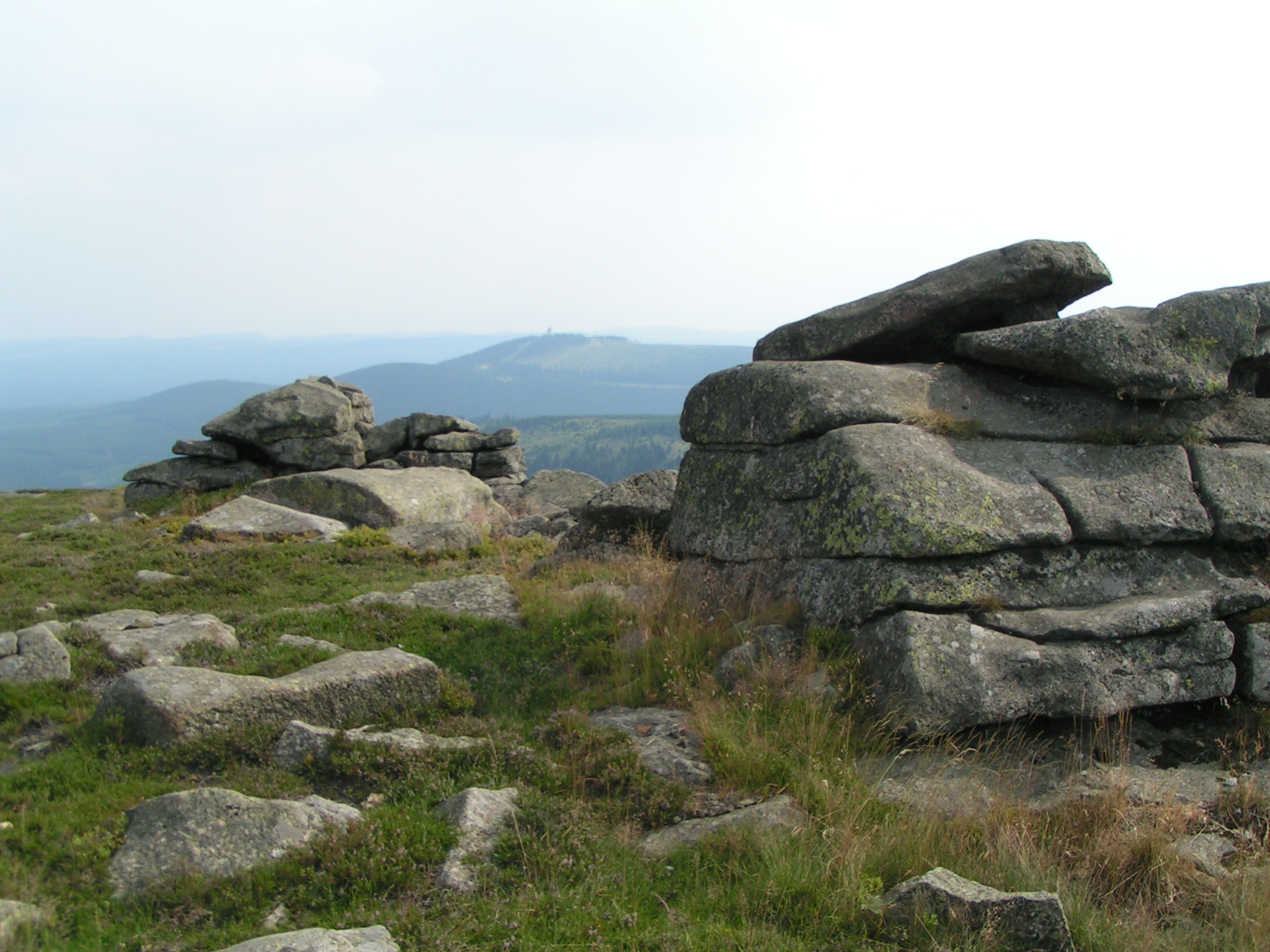
Hexenaltar und Teufelskanzel, zwei granitische Felsformationen auf dem Brocken

Der Brocken und sein Umfeld, das Brockenmassiv, bestehen vorwiegend aus Granit (dem so genannten Brockengranit), einem plutonischen Gestein. Die Granitplutone des Harzes, der Brocken-, der Ramberg- und der Oker-Pluton, entstanden nach dem Ende der plattentektonisch verursachten Variszischen Gebirgsbildung im Verlauf des Unterperms vor etwa 295 bis 280 Millionen Jahren. Zunächst drangen basische und intermediäre Gesteinsschmelzen in den Verband aus gestapelten und gefalteten marinen Sedimentgesteinen ein, die heute den überwiegenden Teil des Harzes aufbauen, zu dieser Zeit allerdings tief unter der damaligen Oberfläche lagen. Die Schmelzen, die aus noch weit größerer Tiefe stammten, kristallisierten dort aus und bildeten Gabbro- und Dioritkörper, beispielsweise den Harzburger Gabbro. Etwas später stiegen mehrfach saure, granitische Schmelzen auf und schufen sich in etwa 3 bis 5 km Tiefe eine große Magmakammer, in der sie schließlich ebenfalls auskristallisierten. Der Brockengranit gehört zu den sogenannten S-Typ-Graniten, das heißt, seine Magmen entstanden durch die Aufschmelzung von Sedimentgesteinen, die während der Variszischen Orogenese tief (mehr als 10 km) in die Erdkruste versenkt worden waren. Im zirka 1,5 km breiten Grenzbereich zwischen Granit und Nebengestein, der sogenannten Kontaktzone, wurden die weit weniger tief versenkten Sedimentgesteine in der Umgebung der Magmakammer (überwiegend Grauwacke und Tonschiefer) durch die Hitze der Schmelze (etwa 750 °C) in verschiedene Hornfelse umgewandelt. Die Kuppe der Achtermannshöhe besteht aus solchem Hornfels, der dort heute noch dem Granit auflagert. Durch Erosion im Zuge der Hebung der Harzscholle seit der Oberkreide wurde die Hornfelshülle einschließlich des darüberliegenden Deckgesteins jedoch weitgehend abgetragen, wodurch der Granit großflächig freigelegt wurde. Da der Granit deutlich verwitterungs- und erosionsresistenter ist als die meisten übrigen Harzgesteine, bildet der Ausbiss des Brockenplutons mit dem zentral darin liegenden Brocken heute den am höchsten gelegenen Teil des Harzes mit dem Gipfel des Brockens als höchstem Punkt. Aber auch die Hornfelse, die ebenfalls widerständiger sind als die Sedimentgesteine, aus denen sie hervorgingen, haben bereits an der Herausmodellierung des Brockenmassivs einen gewissen Anteil gehabt.
Erst in jüngster geologischer Zeit, im Quartär, entstanden die typischen rundlichen Verwitterungsgebilde („Wollsackverwitterung“) des Granits sowie die Granit-Blockhalden des Brockens. Solche Blockhalden sind in Mitteleuropa außerhalb der Alpen sehr selten und schutzwürdig. Ihre Entstehung erfolgte überwiegend unter periglazialen Bedingungen, das heißt im Zuge der jüngsten Eiszeit. Die heutigen Blockhalden des Brockengranits, aber auch anderer Gesteine im Bereich des Nationalparks Harz, etwa im Odertal, sind daher über 10.000 Jahre alt. Bei ihrer Bildung spielte die physikalische Verwitterung, unter anderem in Form der Frostsprengung, eine entscheidende Rolle. So konnten die riesigen Berge aus locker aufeinandergestapelten Felsbrocken entstehen. 2006 wurden die Granit-Blockhalden des Brockens gemeinsam mit 76 anderen geotouristisch interessanten Geotopen als Nationaler Geotop ausgezeichnet.
Im September 2013 führte das Landesamt für Vermessung und Geoinformation Sachsen-Anhalt eine Messung der Erdbeschleunigung auf dem Brockengipfel durch. Diese Messung ergab den Wert 9,81000 m/s². Der mittlere Wert der Erdbeschleunigung an der Erdoberfläche wird üblicherweise mit 9,81 m/s² angegeben. An diese Messung erinnert eine Metalltafel an einem der Steine auf dem Gipfel.

### Klima

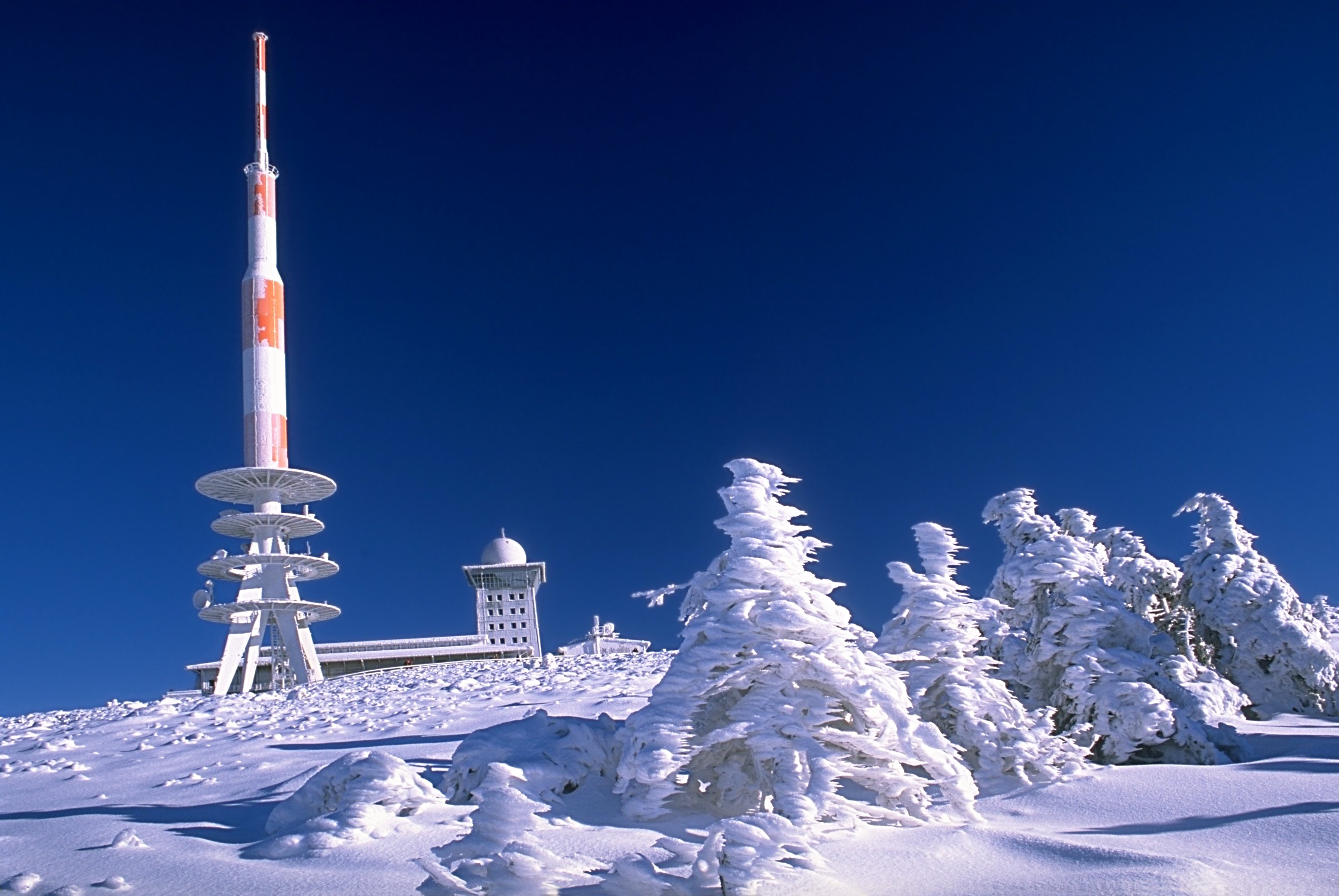
Winterlandschaft (2003)

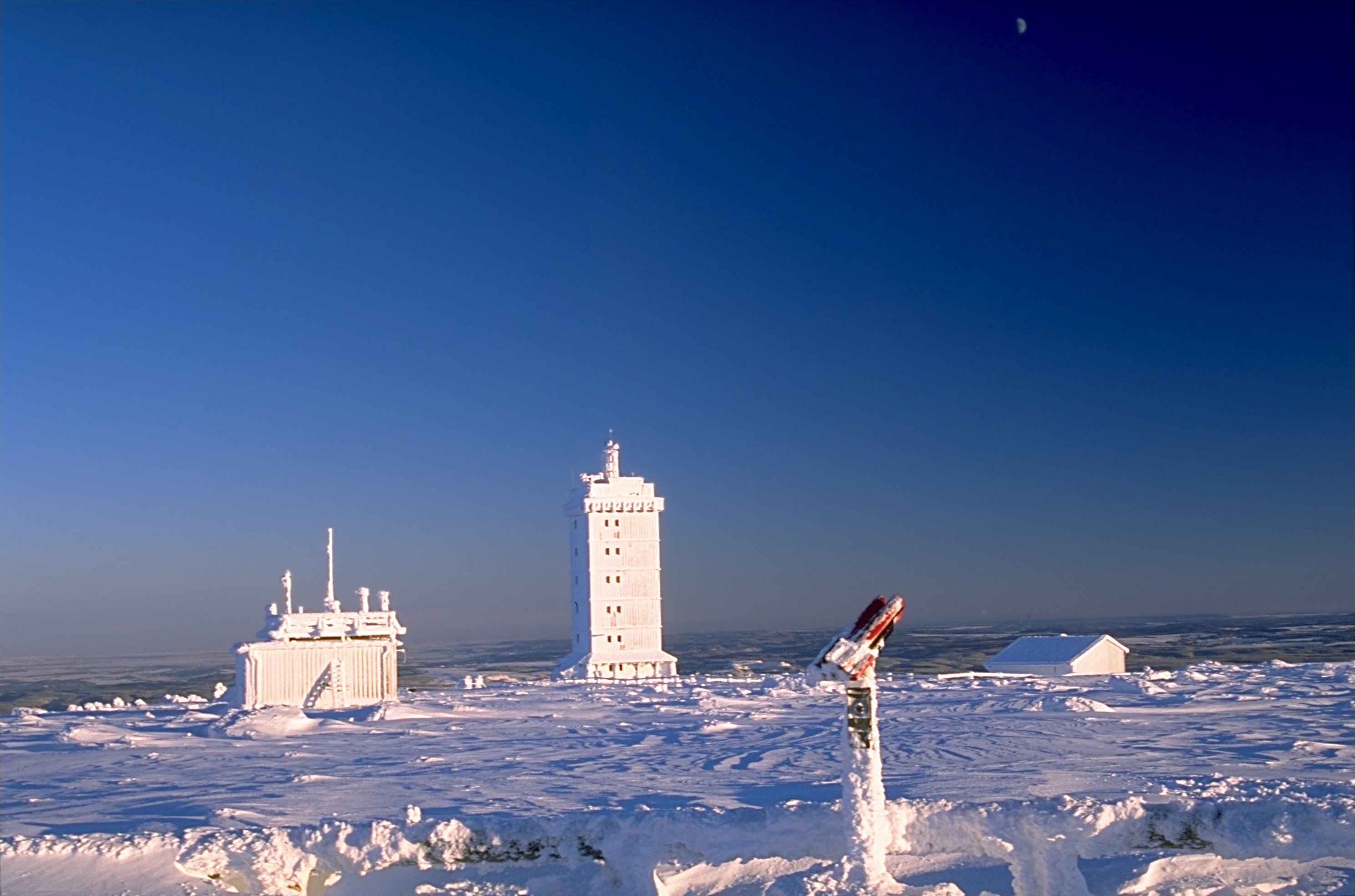
Brockenwarte im Winter (2001)

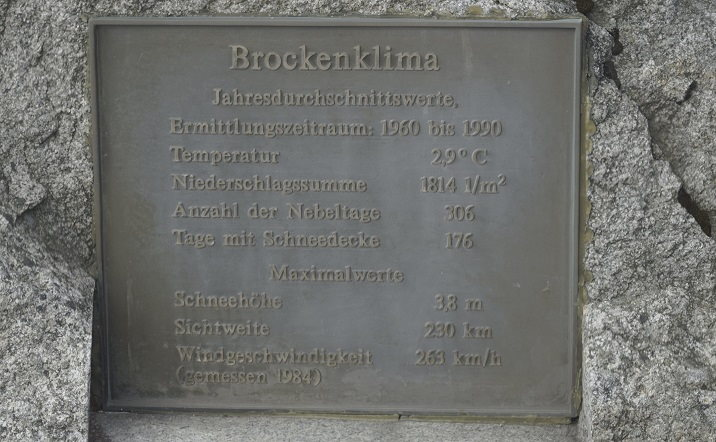
Klima-Tafel Brocken

Aufgrund der exponierten Lage im Norden Deutschlands ist der Berg ein Ort extremer Wetterbedingungen. Den kurzen Sommern mit niedrigen Temperaturen folgen oft sehr lange Winter mit zahlreichen Schneetagen und schweren Stürmen bis hin zur Orkanstärke. Das Klima auf dem Brocken entspricht einer alpinen Lage von 1600 bis 2200 Metern beziehungsweise dem Klima Islands. Mit 42 km/h Durchschnitts-Windgeschwindigkeit ist er, noch vor der Zugspitze und vor Helgoland, der windigste Ort der Bundesrepublik.
Aufgrund des markanten Höhenunterschieds gegenüber dem Umland weist der Brocken als niederschlagsreichster Punkt im nördlichen Mitteleuropa gemessene Niederschläge von 1814 Millimetern im Jahresdurchschnitt (1961 bis 1990) auf. Die langjährige mittlere Jahrestemperatur betrug in der Aufzeichnungsperiode 1961 bis 1990 2,9 °C und von 1987 bis 2016 3,8 °C.
Durch die Wetterwarte wurden folgende Wetterrekorde gemessen (Zeitraum 1895 bis 2019);
(wenn nicht anders genannt laut DWD):
- Höchste Temperatur: 29,7 °C am 25. Juli 2019[14]
- Tiefste Temperatur: −28,4 °C am 1. Februar 1956
- Höchste Niederschlagsmenge in 24 Stunden: 154,5 mm am 17. Juli 2002
- Höchste monatliche Summe an Niederschlag: 515,2 mm im Dezember 1974
- Höchste jährliche Summe an Niederschlag: 2725 mm im Jahr 2007
- Niedrigste jährliche Summe an Niederschlag: 950 mm im Jahr 1953[15]
- Maximum der Sonnenscheindauer: 2004,5 Stunden im Jahr 1921
- Kürzeste Sonnenscheindauer: 972,2 Stunden im Jahr 1912[15]
- Maximum der Tage mit starkem Wind (Bft. 6): 341 Tage im Jahr 1951
- Maximum der Tage mit stürmischem Wind (Bft. 8): 221 Tage im Jahr 1952
- Maximum der Tage mit Orkan (Bft. 12): 26 Tage im Jahr 1990
- Maximale Windgeschwindigkeit: 263 km/h am 24. November 1984
- Maximum der gemittelten Schneehöhe: 380 cm am 14./15. April 1970
- Maximum an Tagen mit Schneedecke: 205 Tage im Jahr 1973
- Durchschnitt an Schneetagen (ab 1 cm Höhe): 178[16]
- Durchschnitt an Gewittertagen (hörbare Nah- und Ferngewitter): 38[15]
- Durchschnitt an Nebeltagen: 306,6[15]
- Maximum der Tage mit Nebel: 330 Tage im Jahr 1958
- Maximum der horizontalen Sichtweite: ca. 230 km u. a. 11. Januar 1998

Es gibt Hinweise, dass im Januar 1938 ein noch weitaus stärkerer Orkan als der mit 263 km/h ≈ 73 m/s offiziell als stärkster geltende über den Gipfel raste. Bei 81 m/s (= 291,6 km/h) trat allerdings bei dem über den Anschlag hinaus ausgelasteten Aufzeichnungsgerät ein Defekt auf.
|                       | Jan | Feb | Mär | Apr | Mai | Jun | Jul | Aug | Sep | Okt | Nov | Dez |   |      |
| Mittl. Tagesmax. (°C) | −2  | −2  | 0   | 4   | 9   | 12  | 13  | 14  | 11  | 7   | 2   | −1  | ⌀ | 5,6  |
| Mittl. Tagesmin. (°C) | −6  | −6  | −5  | −1  | 3   | 6   | 8   | 8   | 6   | 2   | −3  | −5  | ⌀ | 0,6  |
|                       |     |     |     |     |     |     |     |     |     |     |     |     |   |      |
| Niederschlag (mm)     | 180 | 135 | 159 | 126 | 115 | 142 | 132 | 125 | 128 | 133 | 183 | 211 | Σ | 1769 |
|                       |     |     |     |     |     |     |     |     |     |     |     |     |   |      |
| Sonnenstunden (h/d)   | 1,8 | 2,5 | 3,0 | 4,1 | 5,6 | 5,4 | 5,4 | 5,3 | 3,8 | 3,5 | 1,6 | 1,7 | ⌀ | 3,6  |
|                       |     |     |     |     |     |     |     |     |     |     |     |     |   |      |
| Regentage (d)         | 24  | 21  | 19  | 19  | 18  | 17  | 20  | 20  | 19  | 22  | 21  | 23  | Σ | 243  |
|                       |     |     |     |     |     |     |     |     |     |     |     |     |   |      |
| Luftfeuchtigkeit (%)  | 80  | 81  | 80  | 76  | 71  | 71  | 69  | 71  | 66  | 61  | 69  | 73  | ⌀ | 72,3 |

| −6 |

| −6 |

| −5 |

| −1 |

| 3 |

| 6 |

| 8 |

| 8 |

| 6 |

| 2 |

| −3 |

| −5 |

| −6 |

| −6 |

| −5 |

| −1 |

| 3 |

| 6 |

| 8 |

| 8 |

| 6 |

| 2 |

| −3 |

| −5 |

## Natur

### Flora

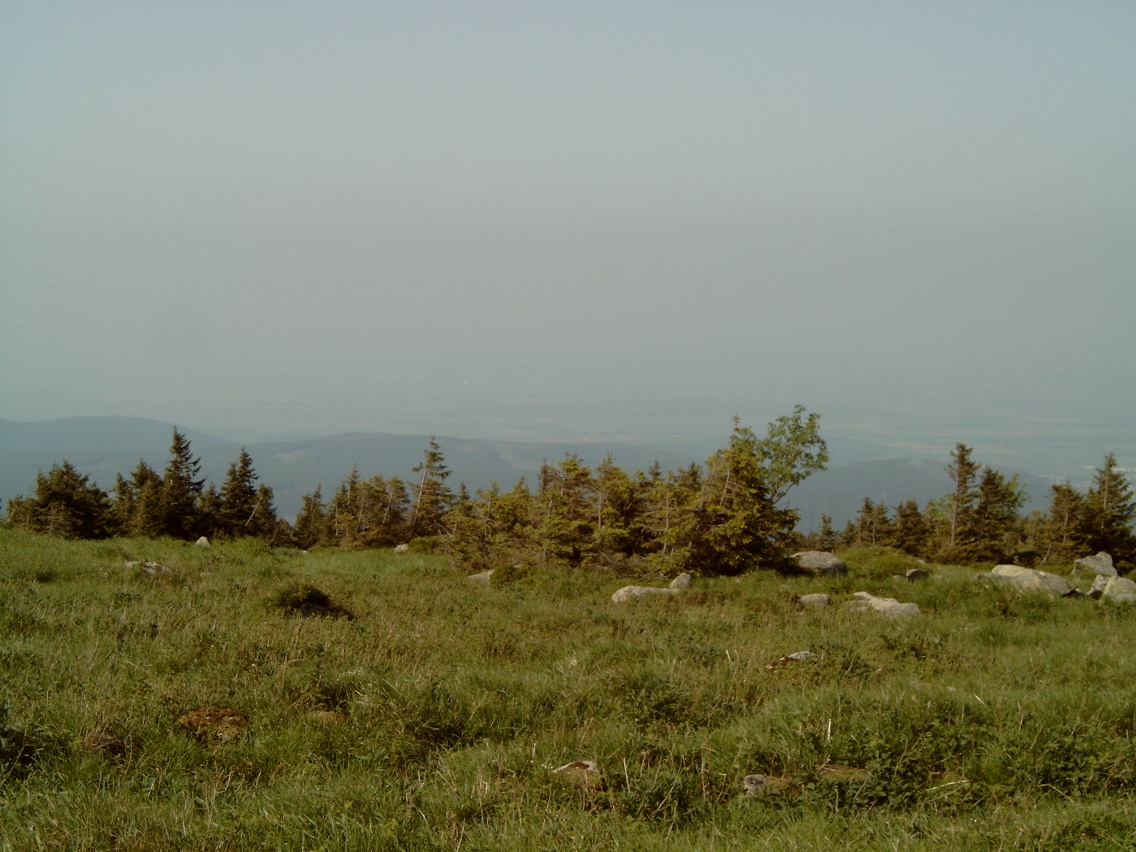
Brocken, Baumgrenze

Aufgrund des rauen Klimas ist der Brocken ein Lebensraum seltener Arten. Der Brockengipfel gehört oberhalb von 1000 / 1100 Meter zur subalpinen und alpinen Höhenstufe. Seine Flora und Fauna sind vergleichbar mit denen von Nordskandinavien und den Alpenhochlagen. Der Brockengipfel liegt als einziger Berg des deutschen Mittelgebirgsraumes oberhalb der Waldgrenze, so dass allenfalls sehr kleinwüchsige Fichten dort zu finden sind. Geprägt wird der Naturraum durch Zwergstrauchheide. Im 1890 gegründeten Brockengarten wird die Flora von Nationalpark-Mitarbeitern gehegt und in regelmäßigen Führungen Besuchern vorgeführt. Dort werden nicht nur Pflanzen des Brockens gezeigt, sondern auch Hochgebirgsgewächse aus anderen Regionen und Ländern. Unter anderem wächst hier der gefährdete Schwalbenwurz-Enzian (Gentiana asclepiadea).

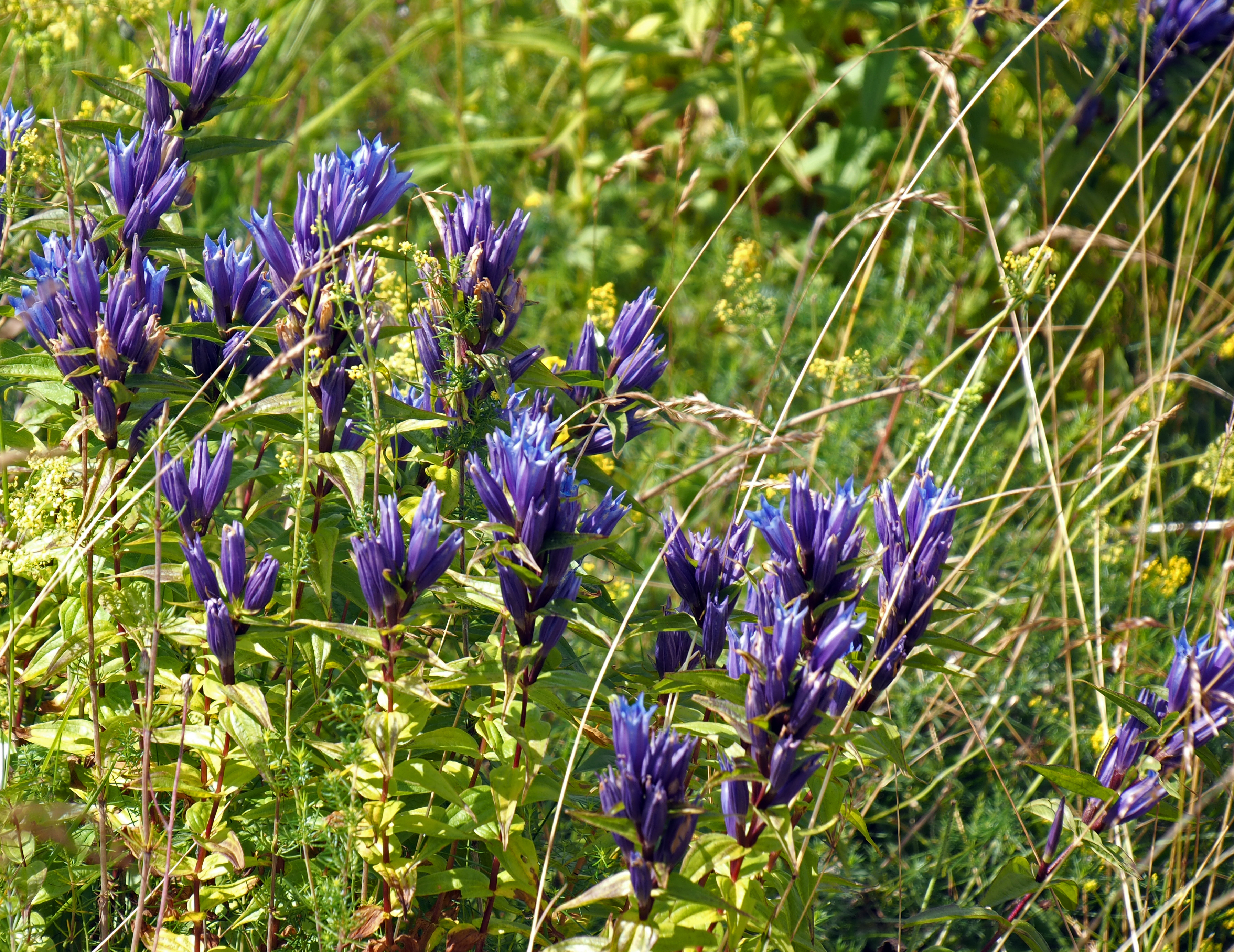
Schwalbenwurz-Enzian (Gentiana asclepiadea)

Zu den typischen Arten am Brocken, die man in Norddeutschland sonst nicht oder kaum findet, gehören ab einer Höhe von etwa 1050 m ü. NHN die Brockenblume oder Brockenanemone genannte Kleine Alpen-Kuhschelle (Pulsatilla alpina subsp. alba), Habichtskräuter wie das Brocken-Habichtskraut (Hieracium nigrescens) und das Alpen-Habichtskraut (Hieracium alpinum), Ruchgräser (Anthoxanthum), der Frauenmantel (Alchemilla), die Blutwurz (Potentilla tormentilla), der Alpen-Flachbärlapp (Diphasiastrum alpinum), die Flechte Isländisches Moos (Cetraria islandica) und die Rentierflechte (Cladonia rangiferina). Die Krähenbeere wird hier auch Brockenmyrte genannt.
Auf den Hochmoorflächen rund um den Brockengipfel findet man beispielsweise Wollgräser, Sonnentau und die Zwerg-Birke (Betula nana).
Mit Stand Mai 2020 sind weite Teile des Fichtenwaldes am Brocken durch Borkenkäferbefall, der wiederum durch einen Temperaturanstieg von über 2 Grad in den letzten hundert Jahren und die mehrjährige Dürre ab 2018 begünstigt wurde, abgestorben.

### Fauna

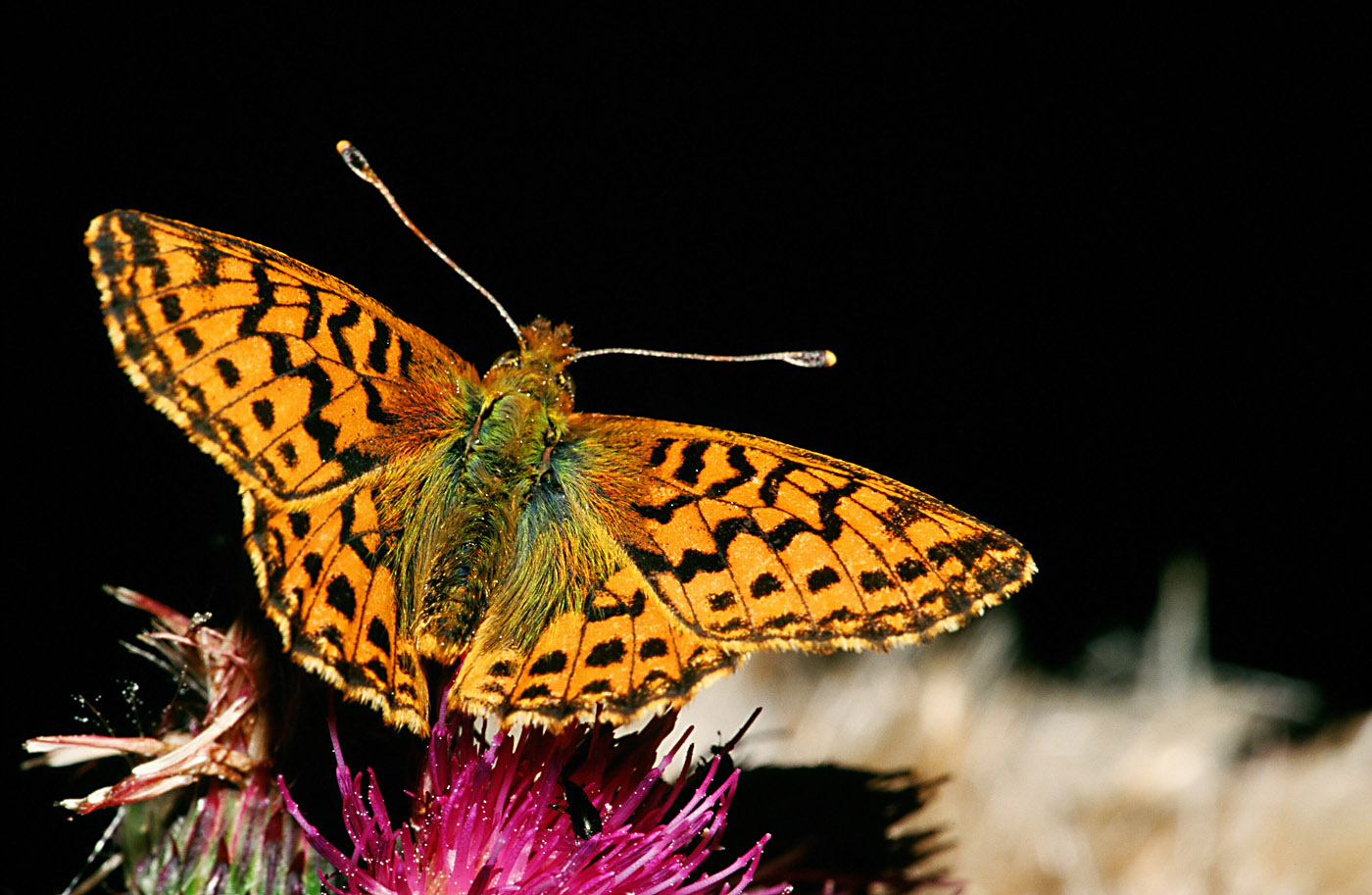
Hochmoor-Perlmuttfalter (Boloria aquilonaris)

Auch einige Tierarten haben sich an die Lebensbedingungen auf dem Brocken angepasst. So brüten im Gipfelbereich der Wiesenpieper (Anthus pratensis) sowie die Ringdrossel (Turdus torquatus).
Die Waldeidechse tritt am Brocken mit einer eigenen, dunkel gefärbten Variante auf, Lacerta vivipara aberr. negra. Auch den Grasfrosch (Rana temporaria) findet man dort. Insekten sind sehr zahlreich. Man findet besonders viele Käfer, beispielsweise Laufkäfer wie Amara erratica, und Hunderte Arten Schmetterlinge. Der Kohlweißling hat hier pro Jahr nur eine Generation, während es im Tiefland zwei sind.
Zu den glazialrelikten Säugetier- und Vogelarten gehören die Nordfledermaus (Eptesicus nilssonii), die Alpenspitzmaus (Sorex alpinus) und die Ringdrossel.

### Schutzgebiete
Neben seiner zentralen Lage im Nationalpark Harz liegen Teile des Brockens im Landschaftsschutzgebiet Harz und nördliches Harzvorland (CDDA-Nr. 20784; 1968 ausgewiesen; 1587,6238 km² groß), des Fauna-Flora-Habitat-Gebiets Hochharz (FFH-Nr. 4229-301; 60,23 km²) und des Vogelschutzgebiets Hochharz (VSG-Nr. 4229-401; 61,12 km²).

## Geschichte

### Astronomische Bedeutung
Bereits in der Bronzezeit diente der Brocken vermutlich als Landmarke für das Observatorium auf dem 85 Kilometer entfernten Mittelberg. Zur Sommersonnenwende geht von dort aus die Sonne hinter dem Brocken unter, so dass die auf dem Mittelberg gefundene Himmelsscheibe von Nebra sich anhand der Sichtlinie zum Brocken und der auf der Scheibe angebrachten Horizontbögen exakt ausrichten ließ. Auf dem Gehrdener Berg bei Gehrden (Region Hannover) befindet sich der Ringwall auf dem Gehrdener Berg, von dem aus man zur Wintersonnenwende die Sonne zwischen Brocken und Wurmberg aufgehen sieht. Die Anlage ließe sich durch Artefakte sowohl in die Jungsteinzeit als auch in Zeit der Cherusker datieren. Eine Datierung in die Zeit der Sachsen ist auch vorgeschlagen worden, jedoch ohne Belege durch Funde.

### Besteigung, Bebauung und Nutzung

Brockenhaus, Stahlstich von 1840

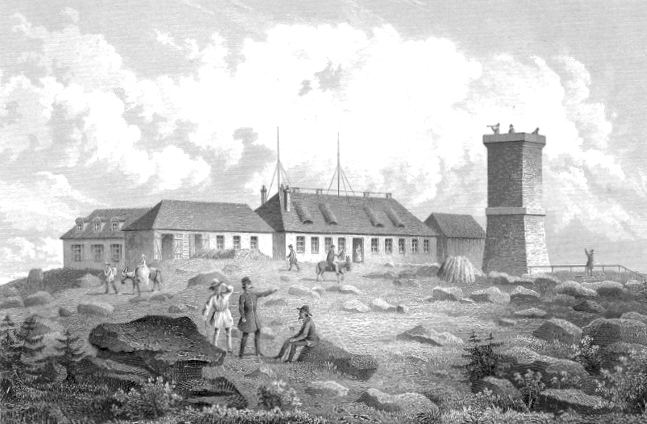
Bebauung auf der Brockenkuppe Anfang des 19. Jahrhunderts

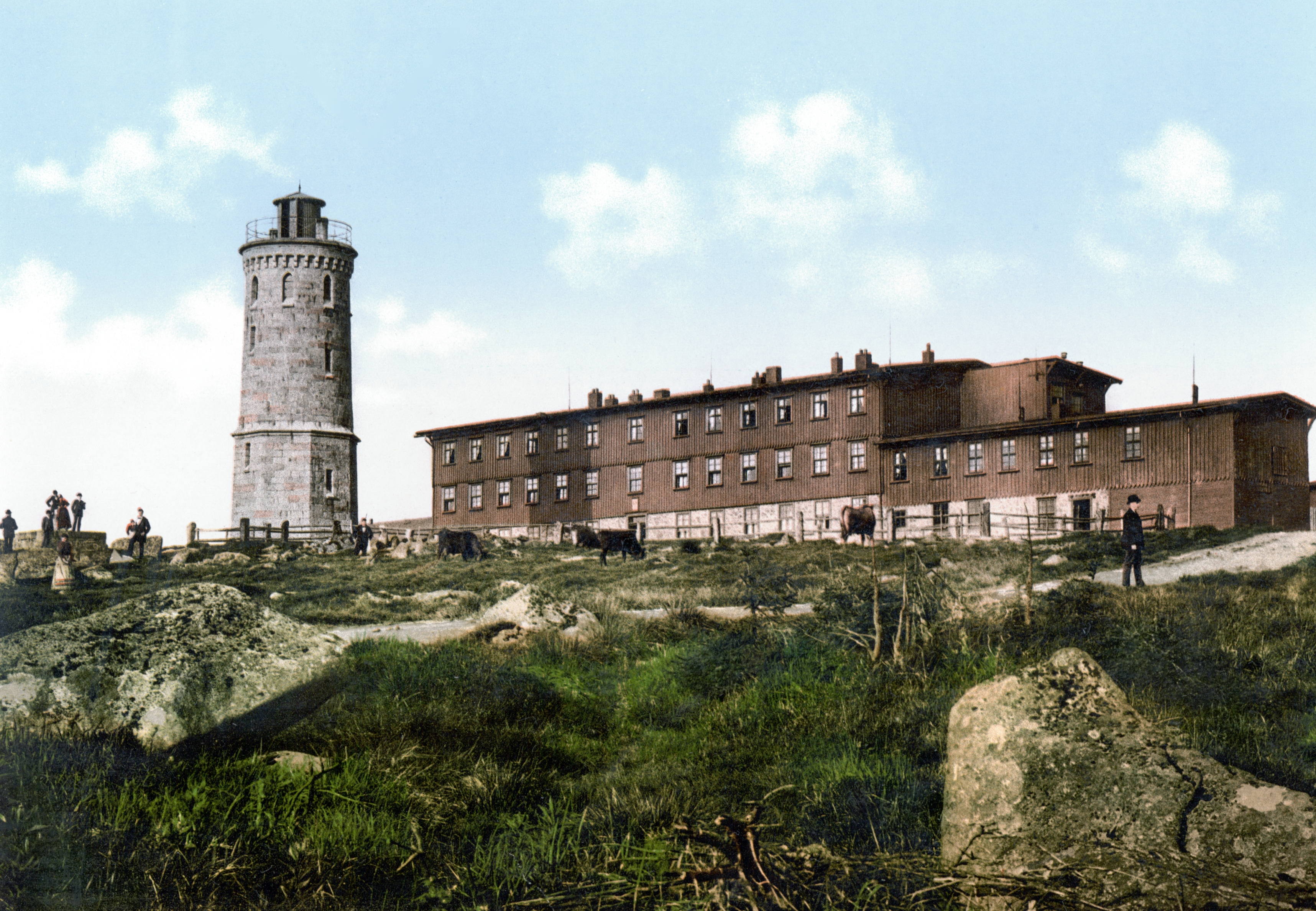
Brocken um 1895

Der Brocken wurde schon um 1460 bestiegen, wie Friedrich Dennert (1954) darstellt. Die erste weithin bekannt gewordene Besteigung des Brockens geschah vor 1572 durch den Stolberger Arzt Johannes Thal. Er beschrieb 1588 in einem Buch erstmals die Flora des Brockens. Eine frühe Brockenkarte fertigte 1732 der preußische Kartograf L.S. Bestehorn. Graf Christian Ernst zu Stolberg-Wernigerode, zu dessen Grafschaft der Brocken gehörte, ließ 1736 auf dem Gipfel das so genannte Wolkenhäuschen und auf der nach seinem Sohn Heinrich Ernst benannten Heinrichshöhe ein Unterkunftshaus zum Schutz der Brockenreisenden erbauen. Das erste Gasthaus unmittelbar auf der Brockenkuppe wurde 1800 erbaut.
1775 nahm Eberhard August Wilhelm von Zimmermann, Professor für Physik am Collegium Carolinum in Braunschweig, zusammen mit dem Ingenieuroffizier und späteren Generalmajor Bonaventura von Rauch von Ilsenburg aus eine Höhenmessung des Brockens mit Hilfe eines speziellen Barometers vor.
Am 10. Dezember 1777 bestieg Goethe den Brocken auf seiner ersten Harzreise, vom Forsthaus Torfhaus aus begleitete ihn Förster Johann Christoph Degen.
Carl Friedrich Gauß nutzte 1821 bis 1825 die Blickverbindung zum Hohen Hagen und zum Großen Inselsberg für die Triangulation eines großen Dreiecks im Rahmen seiner Landesaufnahme des Königreichs Hannover. Eine Höhenvermessung des Brockens durch den preußischen Generalstab ergab 1850 die noch bis zur Umstellung von Normalnull auf Normalhöhennull gültige Höhe von 1141,1 m ü. NN. Am 23. Juli 1859 brannte das Brockenhaus nieder. 1862 wurde das neue Brockenhotel eingeweiht. Der Göttinger Botaniker Albert Peter richtete 1890 auf dem Berg den Brockengarten als den ersten deutschen Alpengarten ein. Die Fläche von 4.600 m² wurde vom Fürstenhaus Stolberg-Wernigerode als Eigentümer kostenlos zur Verfügung gestellt.

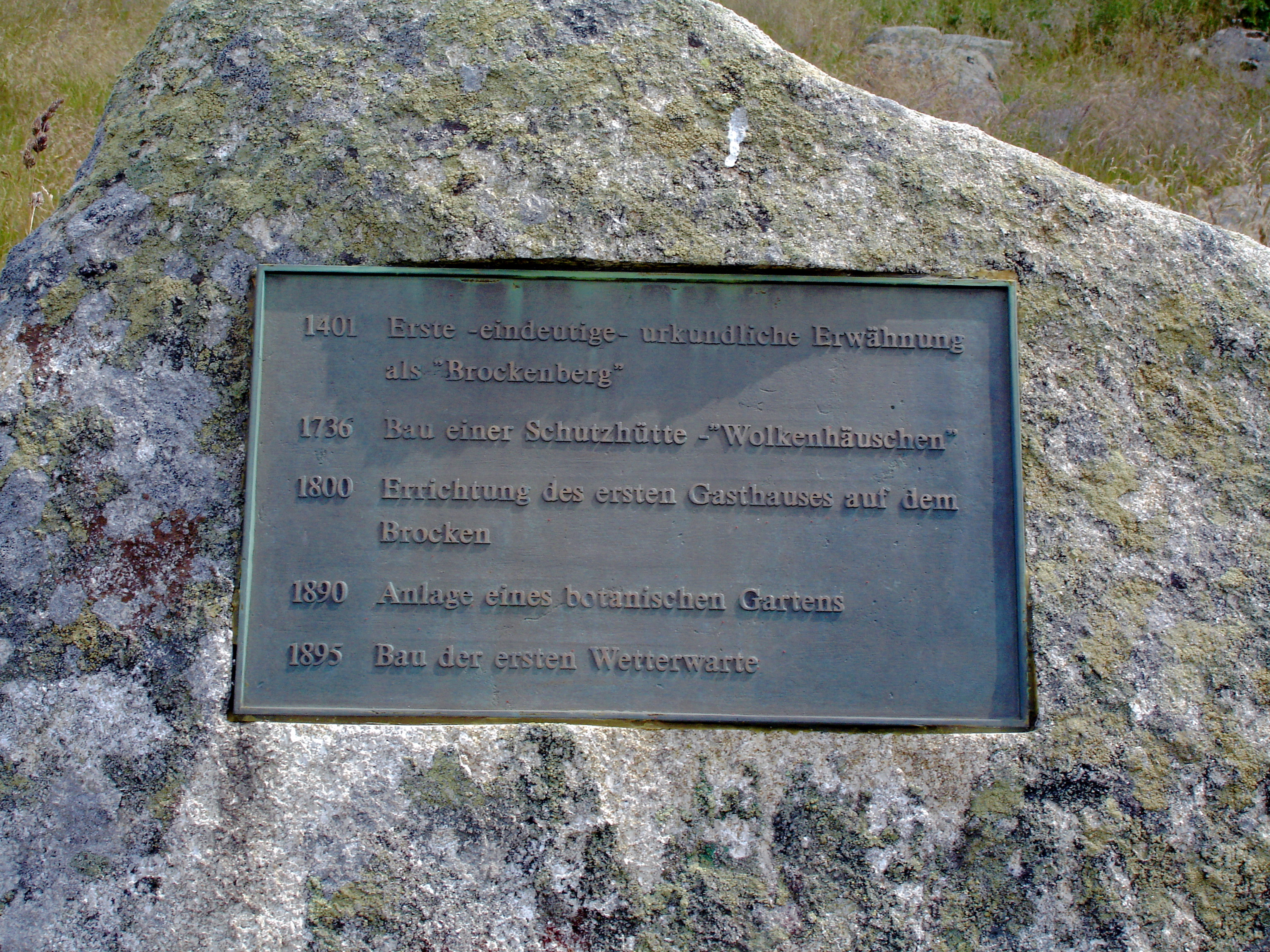
Bronzetafel auf dem Brocken mit einigen historischen Daten
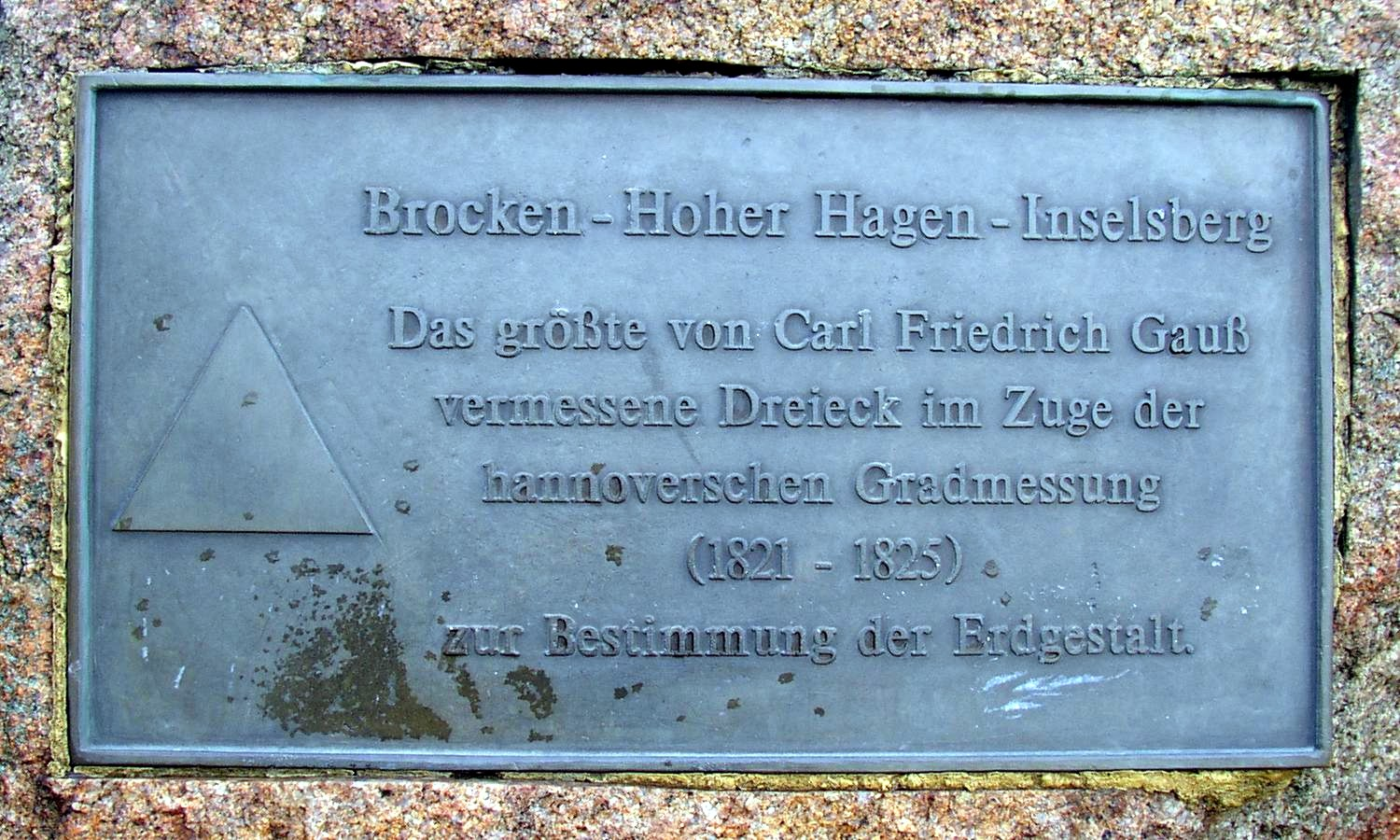
Gedenktafel für die Gaußsche Landesaufnahme (Dreieck, 1821–1825)

Die schmalspurige Brockenbahn (Spurweite 1000 mm) wurde am 27. März 1899 eröffnet. Der Bahnhof Brocken ist heute mit 1125 m ü. NHN einer der höchstgelegenen Bahnhöfe in Deutschland. Im Jahr 1935 gelang mit einem mobilen Sender die erste Fernsehübertragung vom Brocken. 1936 wurde der erste Fernsehturm auf dem Berg erbaut. 1937 wurde der Brocken zusammen mit Wurmberg, Achtermann und Acker-Bruchberg zum Naturschutzgebiet Oberharz erklärt.

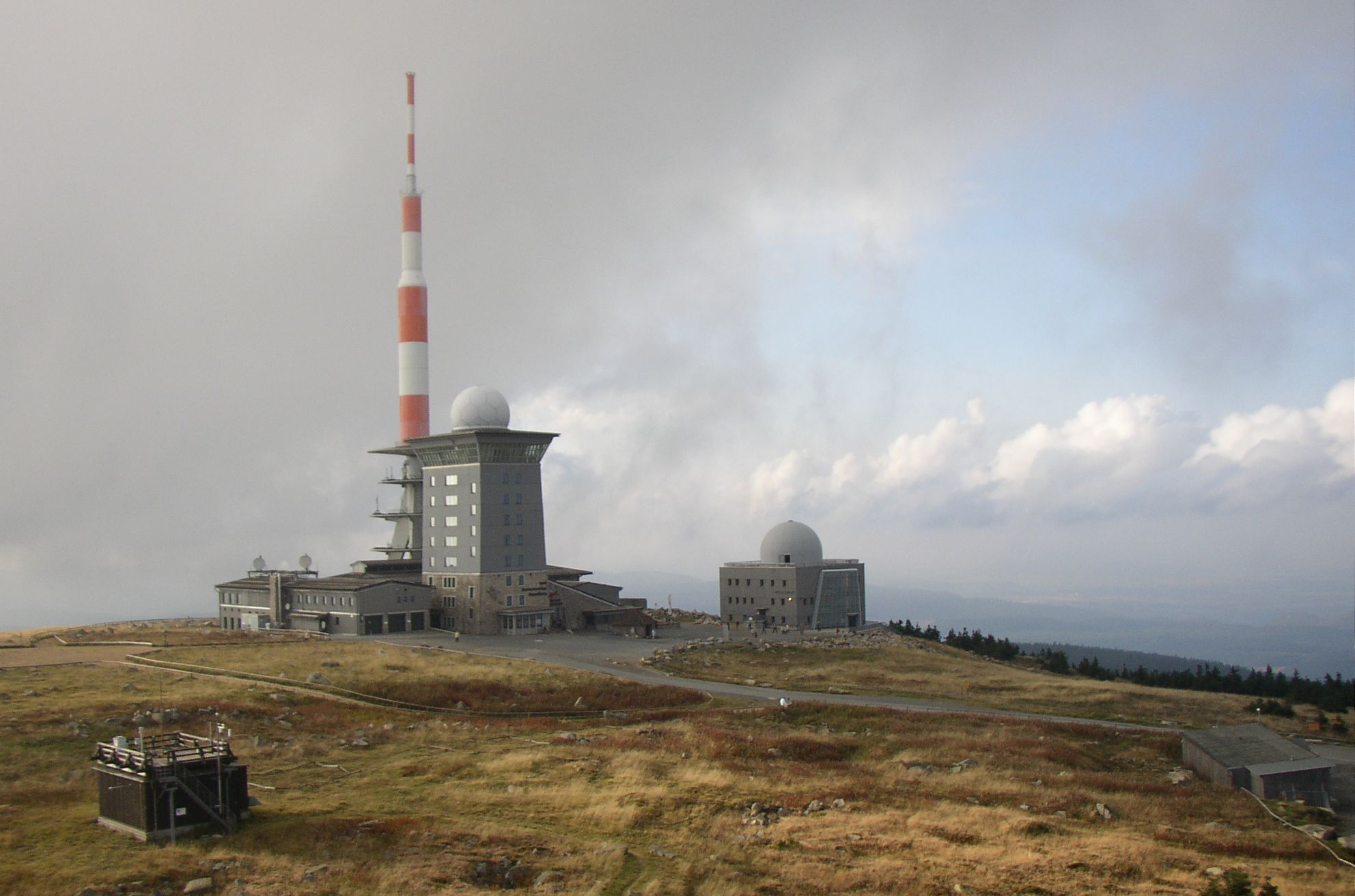
Gipfelregion des Brocken: Blick von der Wetterbeobachtungsplattform der Wetterstation (2006)

Der Bau der ersten Wetterwarte auf dem Brocken erfolgte 1895. Technisch dürftig und zu klein, wurde sie 1912 teilweise abgerissen und durch einen großen steinernen Anbau, der erst im Ersten Weltkrieg als Hellmann-Observatorium fertig wurde, ergänzt. Als Akademiker und Naturfreund übernahm der Subdirektor Georg Grobe 1917 den Beobachtungsposten, auf dem ihn seine Tochter bis zu seinem Tode 1935 unterstützte. „Nach dem Tod des ausgezeichneten Beobachters Grobe trat sofort die Berg-Kalamität ein: Es fand sich kein dauernder Beobachter für den Brocken. Das überwand man nur durch Entsendung von wissenschaftlichen Beamten.“ Die heutige Wetterwarte nahm 1939 ihren Betrieb auf.
Der Sendebetrieb vom Brocken wurde angesichts der anrückenden United States Army am 15. April 1945 eingestellt. Bei einem Luftangriff der US-Luftwaffe wurden das Brockenhotel und die anderen Gebäude am 17. April 1945 durch Bomben zerstört. Am 20. April erfolgte gegen Widerstand die Besetzung des Brocken-Plateaus. Am 27. April 1945 war der Brocken dann endgültig durch US-Truppen besetzt. Im Juli 1945 erfolgte im Zuge eines Gebietsaustausches (Festlegungen auf der Konferenz von Jalta) die Übergabe an die Sowjetische Besatzungszone. Die Ruine des Brockenhotels wurde 1949 gesprengt. Von 1948 bis 1959 war eine Teilfläche des Brockens wieder für Touristen zugänglich, wobei zumindest in den Jahren 1954 und 1955 keine Passierscheine erforderlich waren. Die SED errichtete nach dem Volksaufstand vom 17. Juni 1953 einen Richtfunkturm (A-Turm), der zur Kommunikation zwischen dem SED-Zentralkomitee und den SED-Bezirksleitungen im Krisenfall vorgesehen war. 1955 war das Brockenhotel (der Gaststättenteil jedenfalls) wieder geöffnet. Die spätere Vergabe von Passierscheinen wurde großzügig gehandhabt. Ab August 1961 wurde der Brocken, der im unmittelbaren Grenzgebiet der DDR zur Bundesrepublik Deutschland lag, zum militärischen Sperrgebiet erklärt und war somit für die Bevölkerung nicht mehr zugänglich. Der Gipfel wurde militärisch stark ausgebaut. Er war zuletzt von einer drei Meter hohen Sperrmauer aus umgekehrt-T-förmigen Betonelementen umgeben. Die Sicherung des Areals oblag den Grenzsoldaten der „7. Grenzkompanie Schierke“, die in Zugstärke auf dem Gipfel stationiert waren. Als Unterkunft diente ihnen der Brockenbahnhof. 1987 wurde der Verkehr mit Güterzügen zum Brocken aufgrund des schlechten Gleiszustandes eingestellt. Die sowjetischen Anlagen waren innerhalb des durch die Brockenmauer gesicherten Gebiets noch durch einen Doppelzaun abgeriegelt.

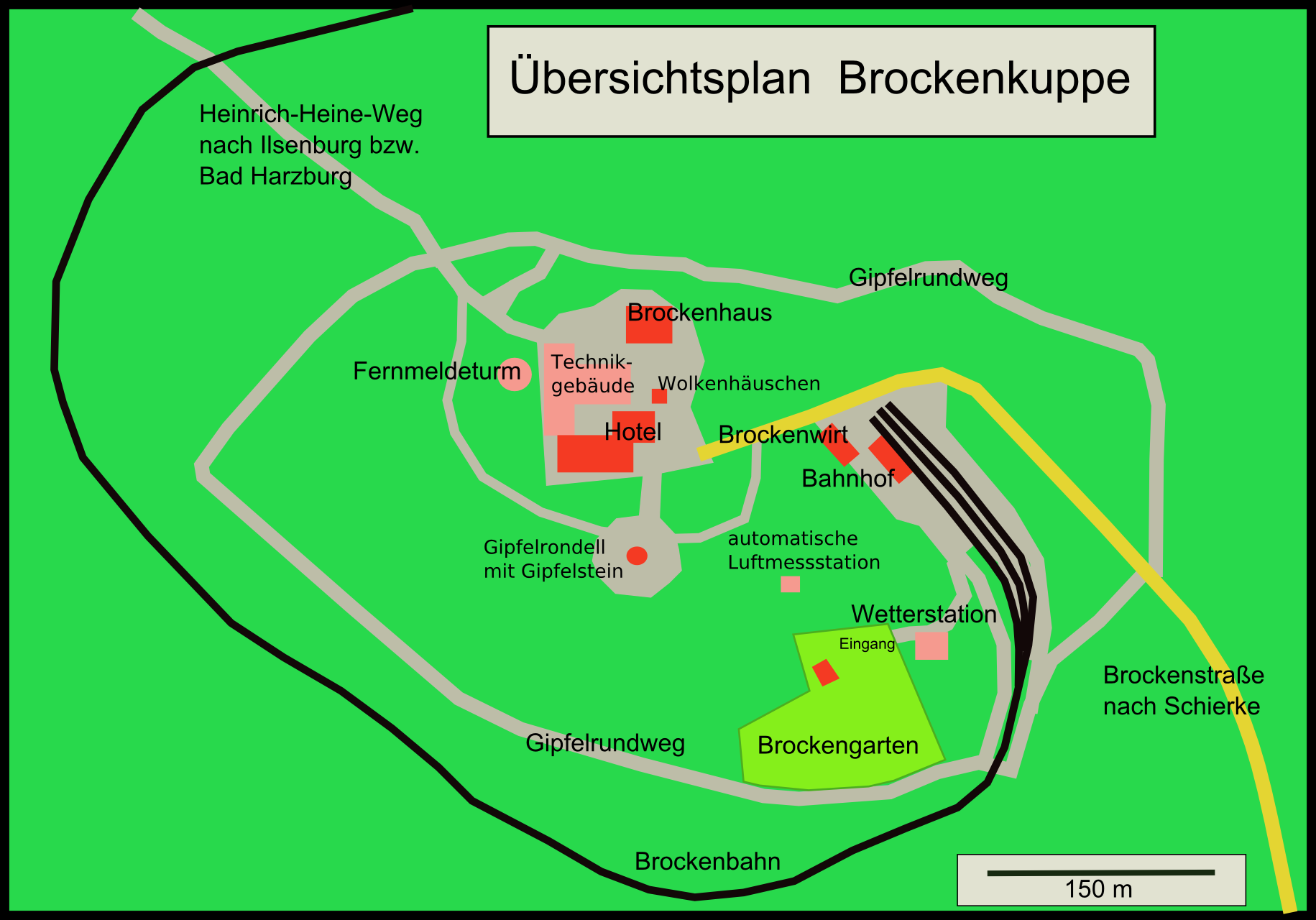
Übersichtsplan der Brockenkuppe

Der Brocken wurde für Überwachungs- und Spionagezwecke genutzt. Auf dem Gipfel befanden sich zwei große und leistungsfähige Abhörstationen, die den Funkverkehr in fast ganz Westeuropa erfassen konnten. Eine gehörte dem sowjetischen Militärgeheimdienst GRU und war damit zugleich der westlichste Vorposten der UdSSR, die andere unterstand der Hauptabteilung III des Ministeriums für Staatssicherheit der DDR. Die Objekte trugen die Tarnnamen „Jenissej“ und „Urian“. Zuletzt war nach 1989 noch ein riesiger Abhörkomplex der NVA auf dem Königsberg geplant. Durch das Ende der DDR kam das Vorhaben nicht mehr zur Ausführung.

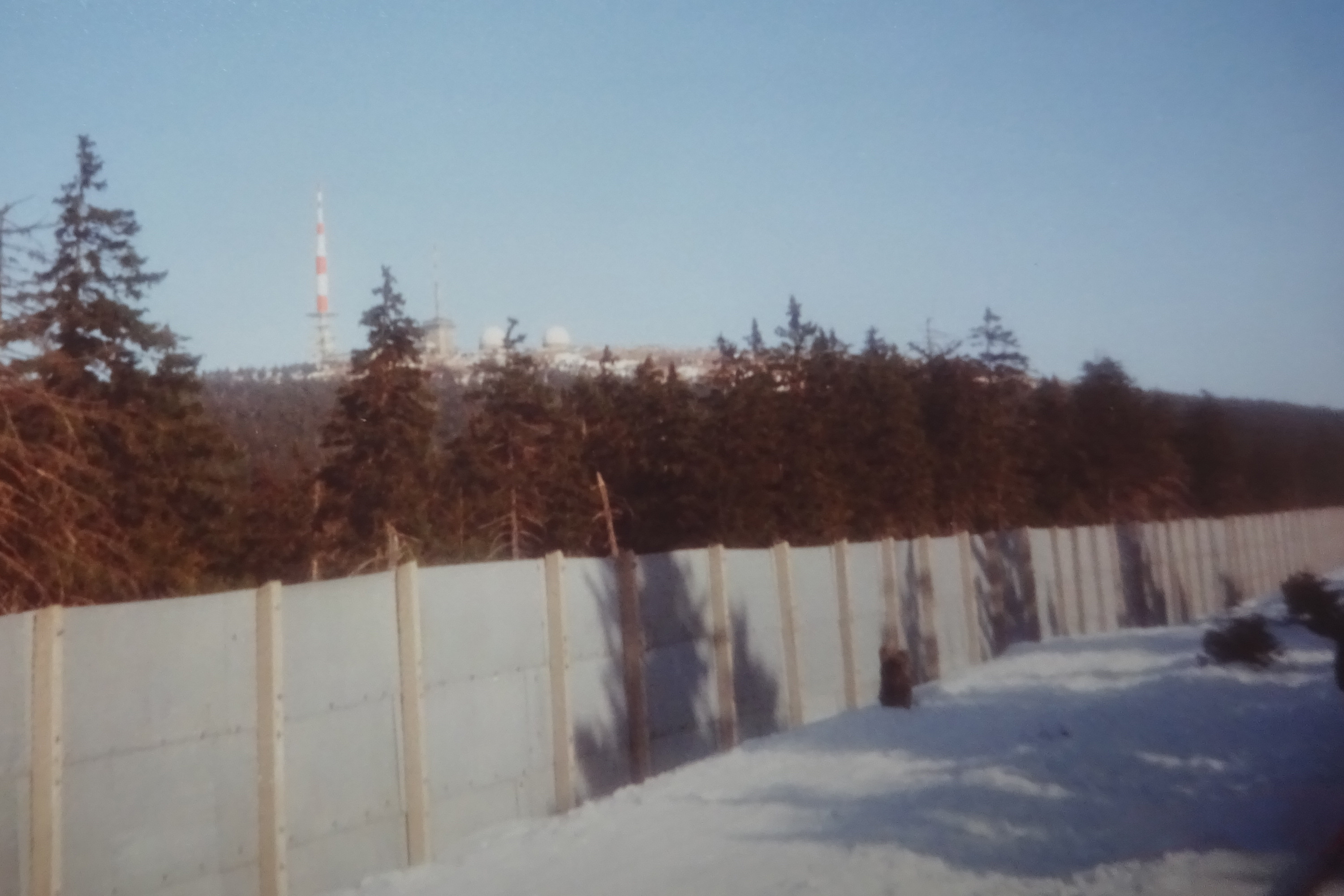
Goetheweg parallel zur Brockenbahn mit Grenzzaun am 14. Februar 1993

Nach dem Fall der Berliner Mauer wurde der Brocken am 3. Dezember 1989 unter dem Druck einer Stern-Wanderung von 6.000 Demonstranten („Mauer weg!“) wieder für die Allgemeinheit geöffnet. Mit der deutschen Wiedervereinigung wurden ab 1990 schrittweise die Grenzsicherungsanlagen sowie die Anlagen von Militär und Geheimdiensten abgebaut. Der letzte russische Soldat verließ den Brocken am 30. März 1994. 1998 wurde der Richtfunkturm abgerissen. Die Brockenkuppe wurde mit Millionenaufwand renaturiert. Sie ist heute ein sehr stark frequentiertes touristisches Ziel der Harzbesucher.
Vom Nordwesten führt der Hirtenstieg auf den Brocken. Über diesen Stieg wurde früher das Vieh auf den Brocken getrieben; heute ist er ein beliebter Wanderweg. Die Betonplatten stammen aus der Zeit der DDR und ermöglichten militärischen Fahrzeugen die Auffahrt.

### Brockenplateau
Das Brockenplateau (Brockenkuppe) hat eine Fläche von 13.000 Quadratmetern. Der Funkturm und das Brockenhotel sind 2008 von der Telekom an ein Bankenkonsortium aus Nord LB und Harzsparkasse verkauft worden. Dieses Konsortium erwägte 2024 den Verkauf der denkmalgeschützten Immobilien. Der Landkreis Harz möchte diese übernehmen und das Brockenplateau zurückkaufen, um es touristisch weiterzuentwickeln. Unter anderen sehen die Pläne vor, einen neuen Mehrzwecksaal für Veranstaltungen mit rund 500 Gästen zu entwickeln.
Die Mitglieder des Kreistags stimmten am 11. Dezember 2024 im nicht öffentlichen Teil einer Kreistagssitzung mehrheitlich für den Plan, die Brockenkuppe vom Bankenkonsortium zurückzukaufen und touristisch weiterzuentwickeln. Die voraussichtlichen Kosten nur für Investitionen und Umbauten belaufen sich laut einer Vorlage des Landkreises auf rund drei Millionen Euro.
Am 12. Juni 2025 hat der Landkreis Harz die Brockenkuppe samt Gebäuden für 3,5 Millionen Euro gekauft. Zu den Gebäuden gehört neben dem Brockenturm mit Hotel und Restaurant, dem Touristensaal auch das Wolkenhäuschen. Die Immobilien gingen am 1. Juli 2025 in den Besitz des Landkreises über.
Der Bahnhof, die Wetterstation und das Brockenhaus sind vom Kauf unberührt, das Brockenhaus ist eine Landesbeteiligungsgesellschaft.

### Großbrände
Im außergewöhnlich trockenen Sommer 2022 war Mitte August ein zwischen Schierke und dem Brocken nahe der Bahnstrecke auf 4 ha wütender Waldbrand am Königsberg gelöscht worden. Da Funkenflug als Ursache nicht ausgeschlossen werden konnte, soll der Dampfbetrieb auf der Brockenbahn zukünftig bei Waldbrandwarnstufe 4 nach Ermessen und bei Stufe 5 grundsätzlich ausgesetzt werden. Anstatt der touristisch attraktiven Dampfloks würden dann Diesellokomotiven verkehren.
Ab dem 3. September 2022 stand die Vegetation an den südlichen Hängen des Brockens, vor allem Wälder und Moore, während der andauernden und nur durch eine kurze Regenphase unterbrochenen Hitze- und Dürreperiode auf 12 Hektar Fläche in Flammen. Bei den Löscharbeiten in dem mit Fahrzeugen schwer zugänglichen, oft steilen Gebiet kamen unter anderem bis zu zehn Löschhubschrauber der Polizei, der Bundeswehr und aus Österreich sowie Löschflugzeuge aus Italien zum Einsatz. Am 6. September 2022 schienen die Brände zunächst weitgehend unter Kontrolle gebracht zu sein, im Verlaufe des Tages stellte sich jedoch durch den Einsatz von Wärmebildkameras heraus, dass sich die Brände in Torfschichten unterirdisch weiterhin ausbreiteten. Anhaltender Regen, der am 8. September 2022 endlich niederging, unterstützte die täglich bis zu 500 Einsatzkräfte. Das Brockengebiet wurde für die Öffentlichkeit wegen der Löscharbeiten etwa eine Woche weiträumig gesperrt und der Katastrophenfall, welcher bis zum 9. September 2022 galt, im Landkreis Harz ausgerufen. Am Abend des 10. September 2022 waren die Löscharbeiten offiziell beendet. Personenzüge der Brockenbahn konnten über eine Woche lang nicht auf den Gipfel fahren. Die durch den Brand verursachten Kosten werden auf einen hohen siebenstelligen Betrag geschätzt.
An den bekannten Brandschwerpunkten im Nationalparkgebiet entlang der Bahnstrecke wurden im Sommer 2023 Rauchsensoren installiert. Die Nationalparkverwaltung hat darüber hinaus für rund 427.000 Euro Löschwasserentnahmestellen ertüchtigt sowie Einsatzwege und Brücken instand gesetzt.
Am 6. September 2024 wurde wieder ein Waldbrand am Königsberg entdeckt, der zunächst eine Länge von 300 Metern aufwies. Rund 500 Personen wurden mit Bussen vom Brocken in Sicherheit gebracht. Die Brandbekämpfung begann mit drei Flugzeugen, einem Hubschrauber und rund 150 Feuerwehrleuten. Am Folgetag hatte sich das Feuer auf einen Kilometer Länge ausgebreitet. Am 8. September 2024 gelang es der Feuerwehr, die Brände unter Kontrolle zu bringen. Zudem halfen Regenfälle in der Nacht zum 9. September 2024 beim Löschen von Glutnestern.
Die Sperrung rund um den Brocken wurde anschließend bis auf den Oberen Königsberger Weg aufgehoben. Dieser war wegen der Brandwache für weitere 48 Stunden gesperrt. Auch die Brockenbahn fuhr ab dem 12. September 2024 wieder planmäßig. Das Löschwasser der Hubschrauber wurde unter anderen auch vom „Schneisee“ des nahen Wurmberg aufgenommen. Zudem waren auch wieder Kesselwagen der Harzer Schmalspurbahnen im Einsatz.

### Name und Deutung

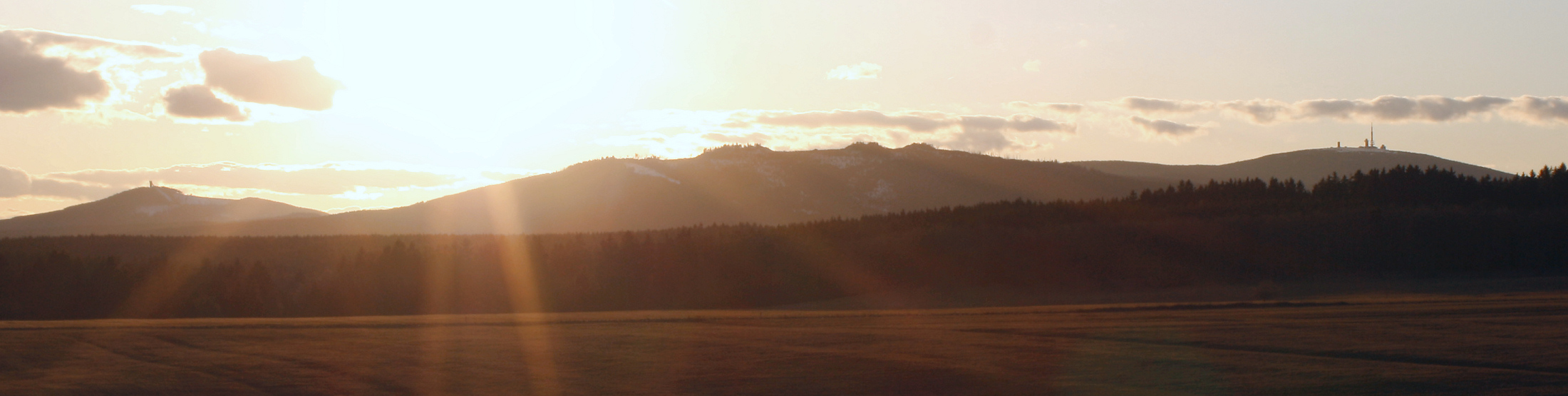
Wurmberg, Hohnekamm und Brocken (von links) vom Büchenberg bei Elbingerode

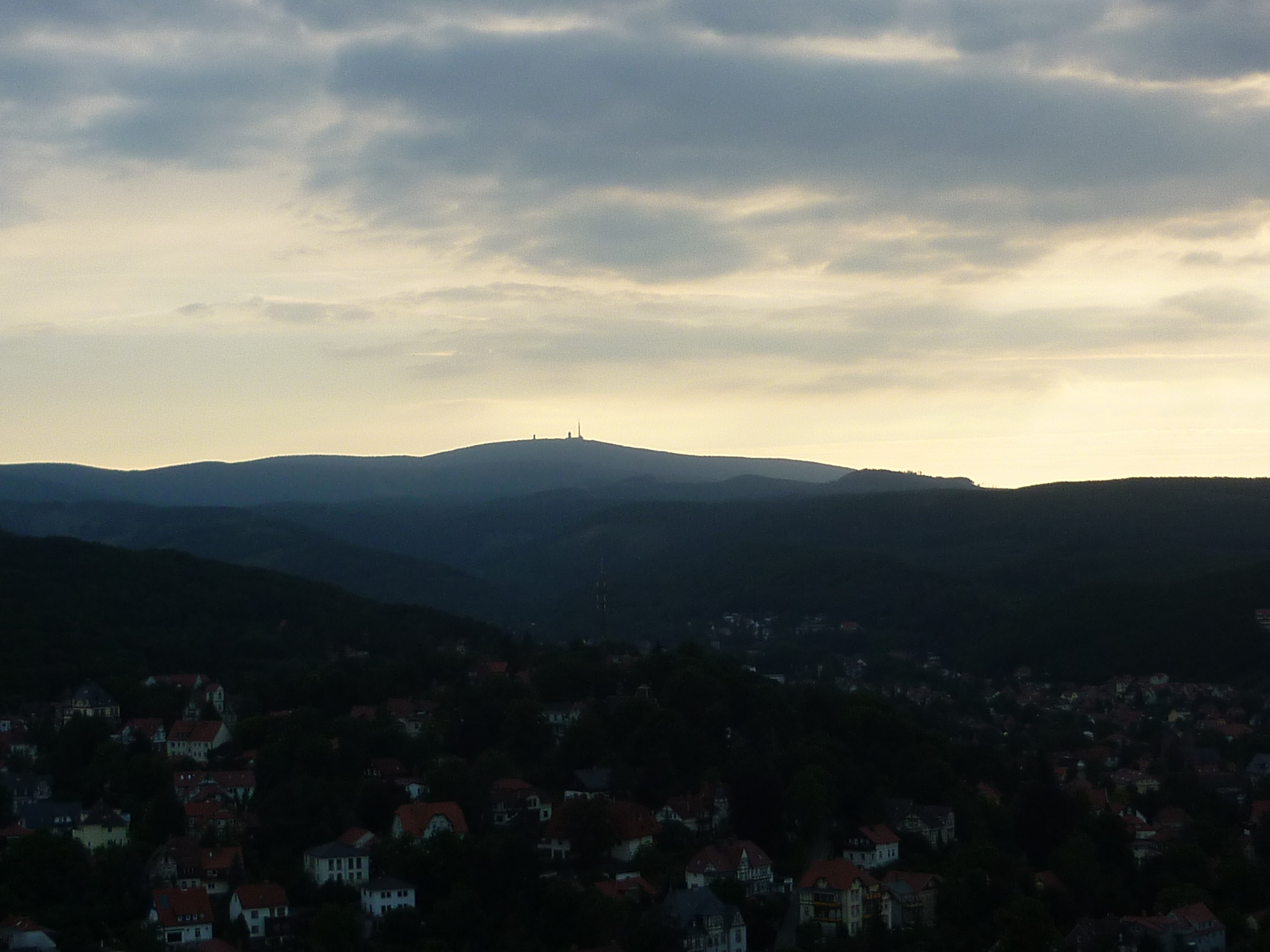
Brocken von Wernigerode aus gesehen

Eine verbreitete Bezeichnung für den Brocken bildete sich erst gegen Ende des Mittelalters heraus. Vorher wurde der Harz als Ganzes aufgefasst. Das hatte in erster Linie den Grund, dass bis dahin der Bergbau im Mittelpunkt stand. Eine der ersten Erwähnungen, die der heutigen Bezeichnung ähnelt, findet sich jedoch bereits im Jahr 1176 in der „Sächsischen Weltchronik“ als „broke“. Eine andere frühe schriftliche Erwähnung des Berges erschien im Jahr 1490 in einem Brief von Graf Heinrich zu Stolberg als „Brackenberg“. Weitere frühere eigentliche und urkundliche Bezeichnungen des Brockens sind 1401 Brockenberg, 1424 Brocberg, 1495 mons ruptus (lat.), 1511 Brogken, Brockin, 1531 Brogken, 1540 Brokenberg, 1589 Brackenberg. Gabriel Gottfried Bredow berichtete im Jahr 1817 in seiner Erzählung der Weltgeschichte, dass sich in der „alt-sächsisch-germanischer Zeit“ ein großes Wodansbild auf dem Brocken befunden haben soll. Auf den Steinblöcken des Brockenplateaus seien von den Sachsen Tier- und Menschenopfer dem höchsten Gott Wodan dargebracht worden. Dies ist bis heute wissenschaftlich nicht nachgewiesen und darf als Sage gelten.
Für die Herkunft des Namens gibt es verschiedene Deutungsansätze:
- Im Stadtbuch von Osterwieck findet sich in einem Eintrag aus dem Jahr 1495 für den Brocken die lateinische Bezeichnung „mons ruptus“, was übersetzt „zerbrochener Berg“ bedeutet.[50] Auch die niederdeutsche Bezeichnung „broken“, wie sie abgewandelt für den Berg im Jahr 1176 in der „Sächsischen Weltchronik“ erwähnt wurde und ebenfalls im Englischen verwendet wird, bedeutet „gebrochen“. Einerseits kann diese Erklärung auf die Deutung zurückgeführt werden, dass die beiden Berge „Kleiner Brocken“ und „Großer Brocken“ aus einem Massiv durch Auseinanderbrechen entstanden sind.[49] Andererseits kann die Begründung auf die ehemals starke Erosion des Berges zurückgeführt werden. So ist der Brocken bis auf seine heutige Größe zusammengebröckelt.[54]
- Naheliegend ist die Ableitung des Namens aus der Gestalt des gesamten Berges. Ein „Brocken“ ist ein großes, unförmiges Gebilde. Das Ausmaß des Brockens könnte ihm somit seinen Namen gegeben haben. Da der Begriff „Block“ ähnlich definiert ist, kann mit diesem Ansatz auch die Bedeutung der Bezeichnung „Blocksberg“ herleiten.[49] „Block“ kann zudem nicht nur im Sinne von „Gebilde“ gesehen werden, sondern auch in der Bedeutung des Ausdrucks „Block“ oder „Klotz“ für das Hexenwesen.[55]
- Nach Friedrich Dennert (1954), der sich kritisch mit sämtlichen Namensdeutungen beschäftigt hatte, ist die wahrscheinlichste Herkunft des Namens „Brocken“ die Ableitung von „Bruch“, womit in Norddeutschland Moore und sumpfiges Gelände bezeichnet werden. Früher waren dafür die Schreibweisen „Bruoch“ und „Brok“ verbreitet.[51] Es wird jedoch bezweifelt, dass diese Tatsache vorrangig für die Namensgebung verantwortlich war.[49]
- Eine weitere Möglichkeit ist, dass der Name von den auf dem Gipfel und den Hängen liegenden Felsbrocken abgeleitet wurde. Dass diese Deutung für den Brocken zutrifft, ist jedoch unwahrscheinlich,[54] da sich auch bei anderen Bergen des Harzes solche Gesteinsbrocken finden. Außerdem waren die betreffenden Regionen zu der Zeit, als der Begriff geprägt wurde, kaum bekannt.[49]
- Eine weitere Vermutung stützt sich auf eine Bezeichnung in einem Brief aus dem Jahr 1490 von Graf Heinrich zu Stolberg-Wernigerode. Darin verwendete er den Ausdruck „Brackenberg“. Eine Deutung auf abgestandenes, zur Nutzung ungeeignetes Holz, wie es als „Bracken“ bezeichnet wurde, ist jedoch umstritten.[51]

## Rezeption

### Sagen

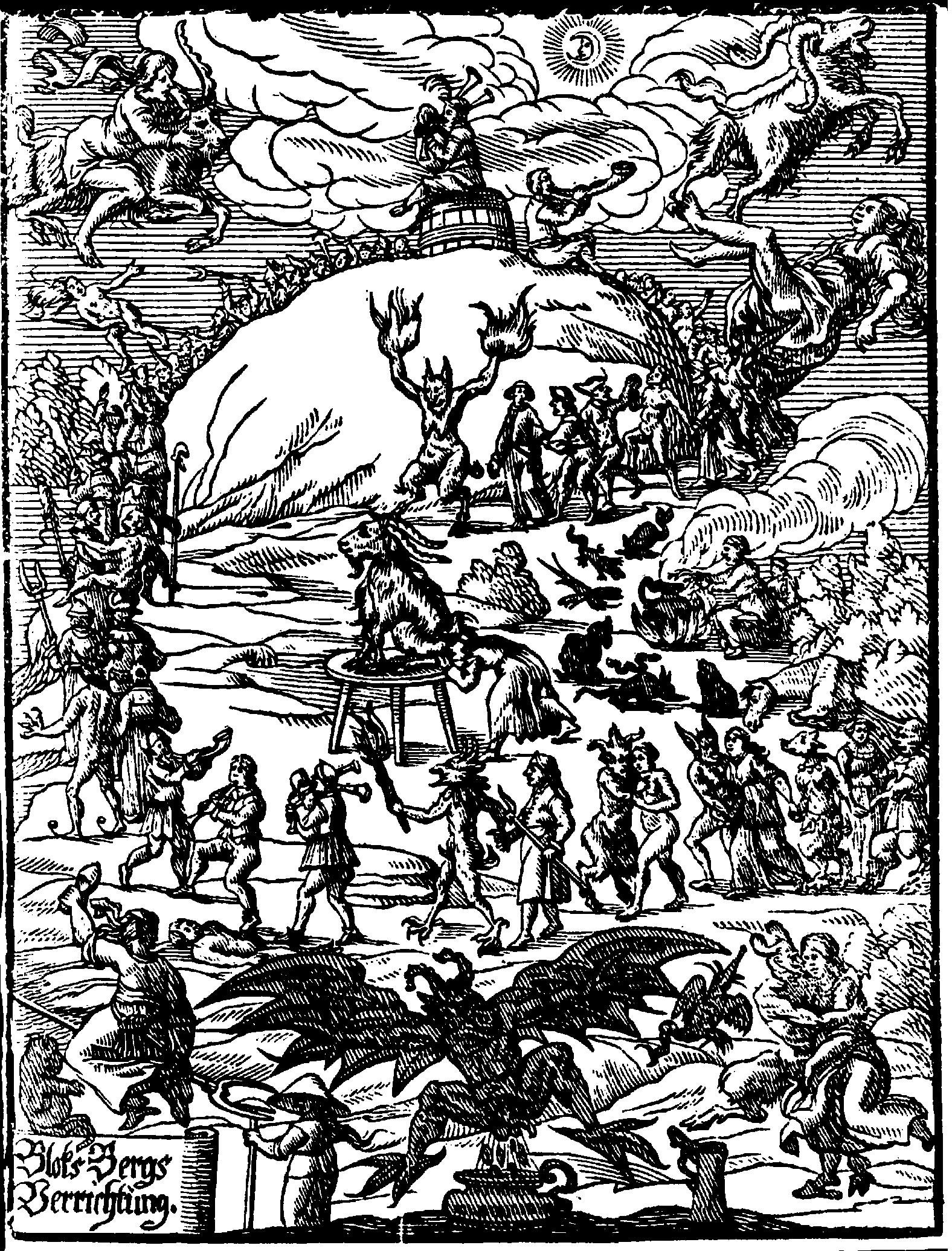
Bloks Bergs Verrichtung, Johannes Praetorius, 1668

Der Brocken wird im Volksmund auch Blocksberg genannt und ist von vielen Sagen umwoben.
Heinrich Pröhle sammelte seit 1851 auf Wunsch seines Lehrers Jacob Grimm Sagen und Märchen aus dem Harz. Er promovierte im Jahr 1855 in Berlin mit einer Arbeit über die Sagen des Brockens.
Seit der Zeit der Hexenverfolgungen wurde Angeklagten in den Hexenprozessen die Teilnahme an geheimen Hexenversammlungen beziehungsweise dem Hexensabbat, beispielsweise in der Walpurgisnacht, vorgeworfen. Der Brocken wurde 1540 erstmals als ein solcher Treffpunkt und als einer der Hexentanzplätze bezeichnet. Da sich die Bezeichnung „Hexe“ erst im 16. Jahrhundert verbreitete, finden sich auch ältere, dem heutigen Verständnis von Hexen sehr ähnliche Beschreibungen über unterschiedliche Gestalten, die zum „Blocksberg fahren und dort ihre Versammlung haben“. So gilt der Brocken bereits in einem Gedicht um 1300 als Sammelplatz von „Geisterwesen“.
Zu den vielen Sagen trug vielleicht bei, dass auf dem Brockengipfel an über 300 Tagen im Jahr Nebel auftritt. Dadurch sind seltene optische Effekte wie Halos und vor allem das sogenannte Brockengespenst zu beobachten, welches den Wanderern Schrecken einjagt. Beschrieben wurde dieses Phänomen unter anderem von Johann Wolfgang von Goethe, der dreimal den Brocken bestieg. Seine erste Besteigung des Berges fand am 10. Dezember 1777 statt. Die Brockenbesteigung war zu dieser Zeit wegen der Wetterbedingungen noch unsicher und galt als gefährlich. Goethes Erstbesteigung war aber nicht die erste Winterbesteigung des Brockens. Bereits 1753 bestieg Christlob Mylius den Brocken im Winter.

### Erwähnung in der Literatur

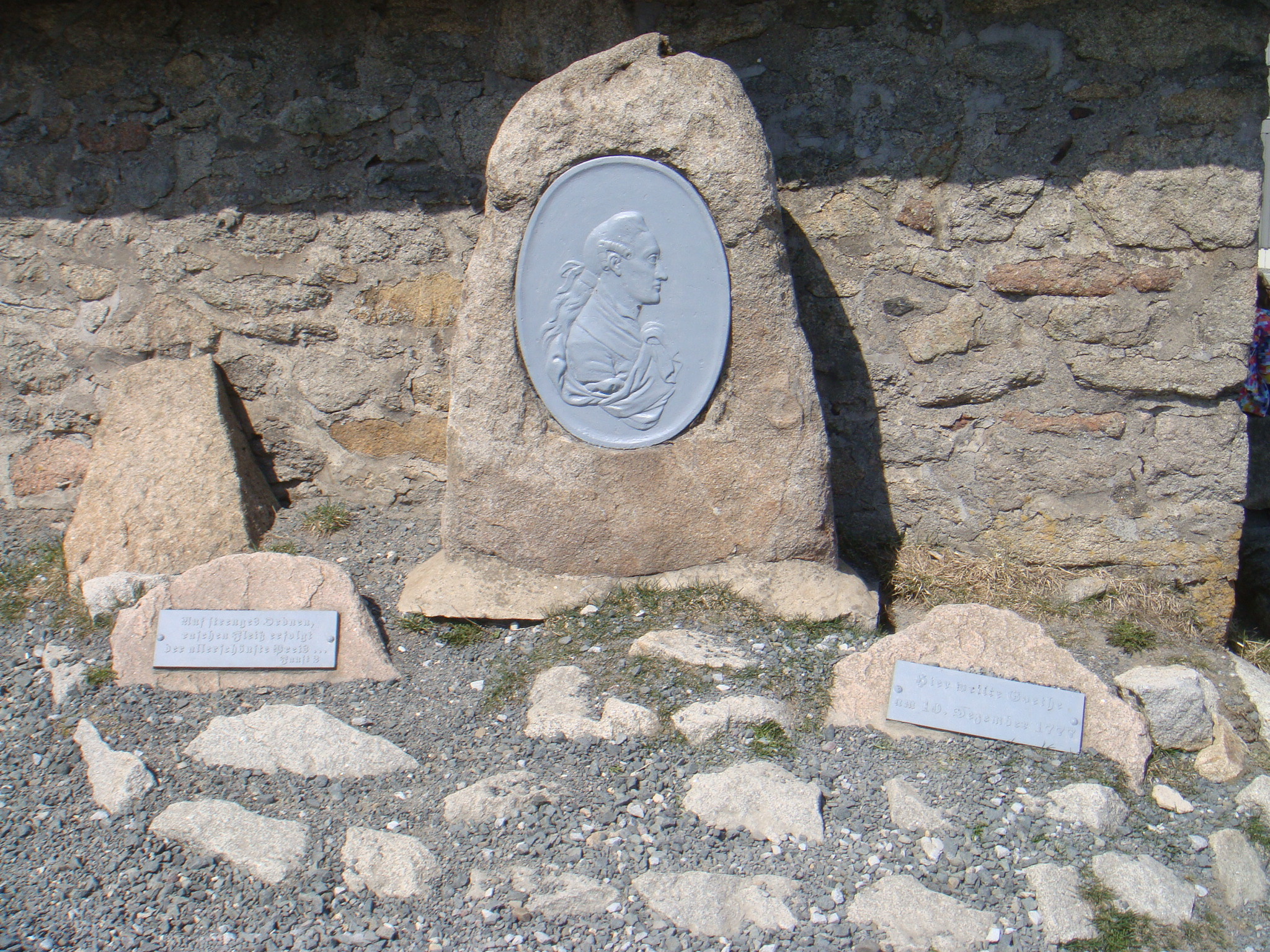
Gedenktafel für Goethe

- Goethe verarbeitete in seinem Gedicht Harzreise im Winter die Erlebnisse seiner Besteigung. In seinem literarischen Werk Faust I ist der Brocken Handlungsort der Szene Walpurgisnacht. Am Treppenaufgang des Brockengebäudes ist hieraus folgendes Zitat eingemeißelt, welches auch auf vielen Postkarten zu finden ist:Die Hexen zu dem Brocken ziehn,

Die Stoppel ist gelb, die Saat ist grün.

Dort sammelt sich der große Hauf,

Herr Urian sitzt oben auf.Eine Gedenktafel anlässlich Goethes Erstbesteigung des Brockens ist auf der Brockenkuppe neben dem Wolkenhäuschen angebracht. Daneben befindet sich ein Zitat aus Faust II:Auf strenges Ordnen, raschen Fleiß

Erfolgt der allerschönste Preis. Seit 2006 wird die Rockoper Faust I und seit 2010 die Rockoper Faust II von Rudolf Volz mit Originaltexten von Goethe auf dem Brocken aufgeführt. Dabei werden die Zuschauer im Dampfzug der Harzer Schmalspurbahnen (HSB) zum Brocken rauf- und runtergefahren. Die Veranstaltungen finden im Goethe-Saal auf dem Brocken statt. Bisher gab es knapp 400 Aufführungen. Das Erfolgsprojekt entstand auf Initiative des Vertriebsleiters der HSB Dietrich E. König.[56][57][58][59]

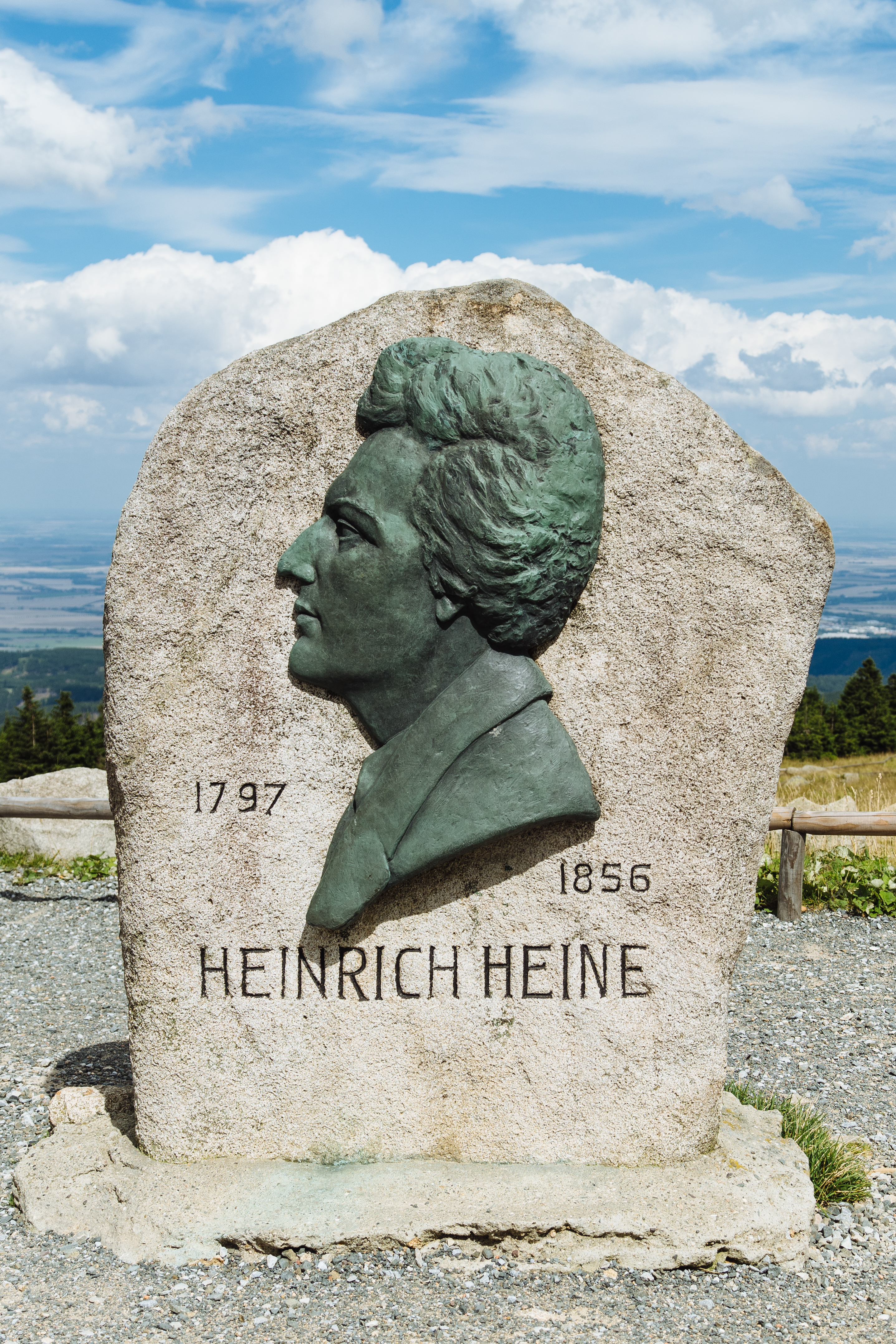
Gedenkstein für Heinrich Heine

- Heinrich Heine beschreibt in der Harzreise eindrucksvoll seine Wanderung auf den Brocken mit Übernachtung im Brockenhotel. Im Jahr 1824 schrieb Heine nach einer nebeligen Besteigung des Brockens angeblich in das Gipfelbuch:Viele Steine, müde Beine, Aussicht keine, Heinrich Heine.Dieses Zitat wurde ihm aber nur angedichtet.[60] Auf dem Brockengipfel befindet sich das Heinrich-Heine-Denkmal.
- Heinrich Pröhle sammelte Märchen, Legenden und Sagen über den Brocken.

- Dietmar Schultke beschreibt in Keiner kommt durch – Die Geschichte der innerdeutschen Grenze und Berliner Mauer seine Zeit als Grenzsoldat auf dem Brocken im Harz.[61]

- Der Thriller Nebra von Thomas Thiemeyer, der sich um die gleichnamige Himmelsscheibe dreht, spielt sich vorwiegend um den Brocken ab.

### Philatelie
- „Harz • Bergfichtenurwald“ – so lautete der Titel der Brocken-Briefmarke, die am 9. August 2018 von der Deutschen Post gemeinsam mit den Harzer Schmalspurbahnen und dem Nationalpark Harz im Goethesaal auf dem Brocken der Öffentlichkeit übergeben wurde.[62]
- Sonderausgabe der Deutschen Post im Wert von 70 Eurocent. Die Briefmarke zeigt eine Lokomotive der Brockenbahn im Rahmen der Serie „Sehenswürdigkeiten in Deutschland“.[63]

### Musik
- Die US-amerikanische Progressive-Metal-Band Fates Warning widmete den Titelsong ihres 1984 veröffentlichen Debütalbums Night on Bröcken der Walpurgisnacht auf dem Brocken.

## Tourismus

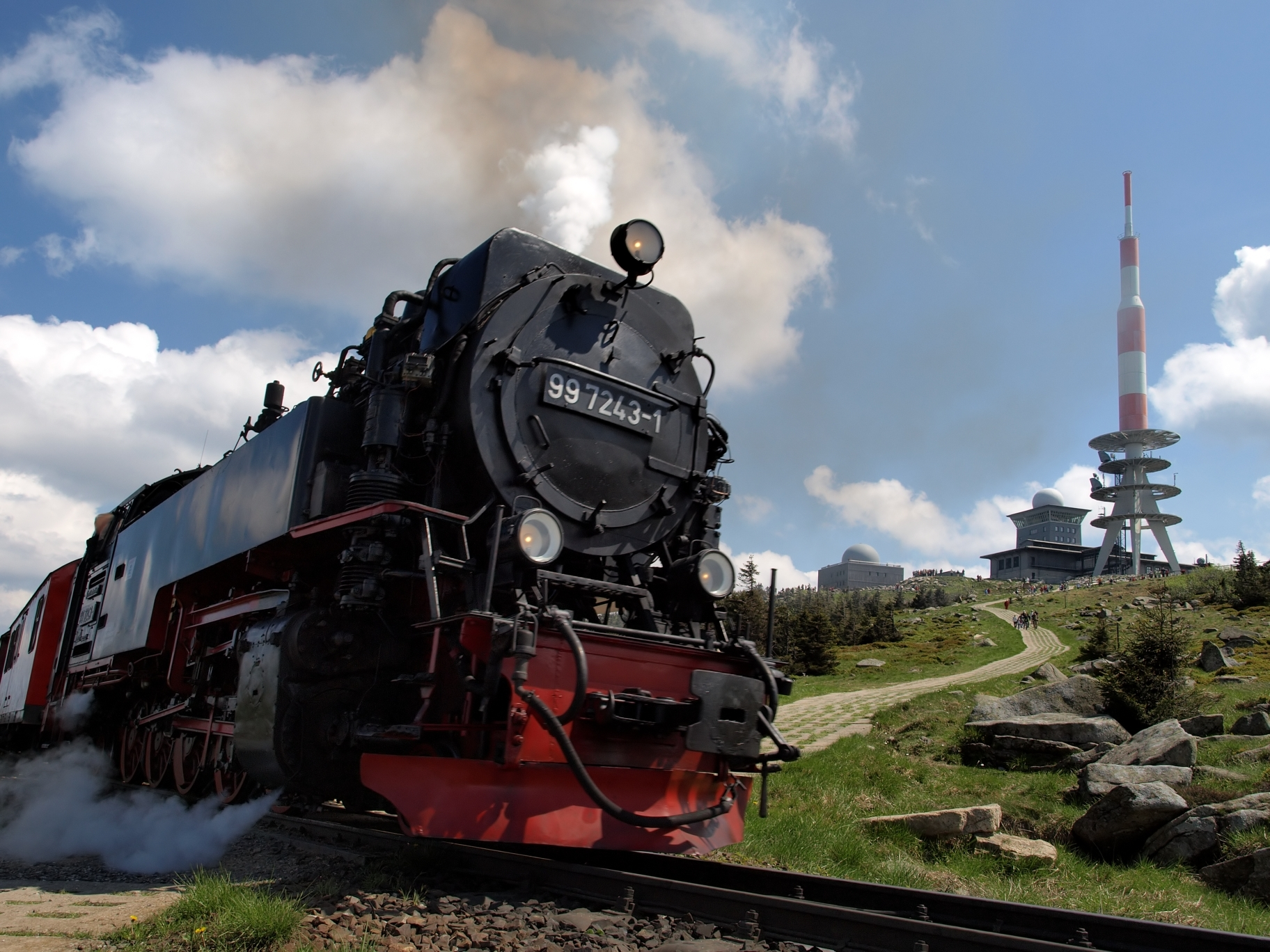
Blick vom Heinrich-Heine-Wanderweg vorbei an der Brockenbahn zum Brockengipfel (2008)

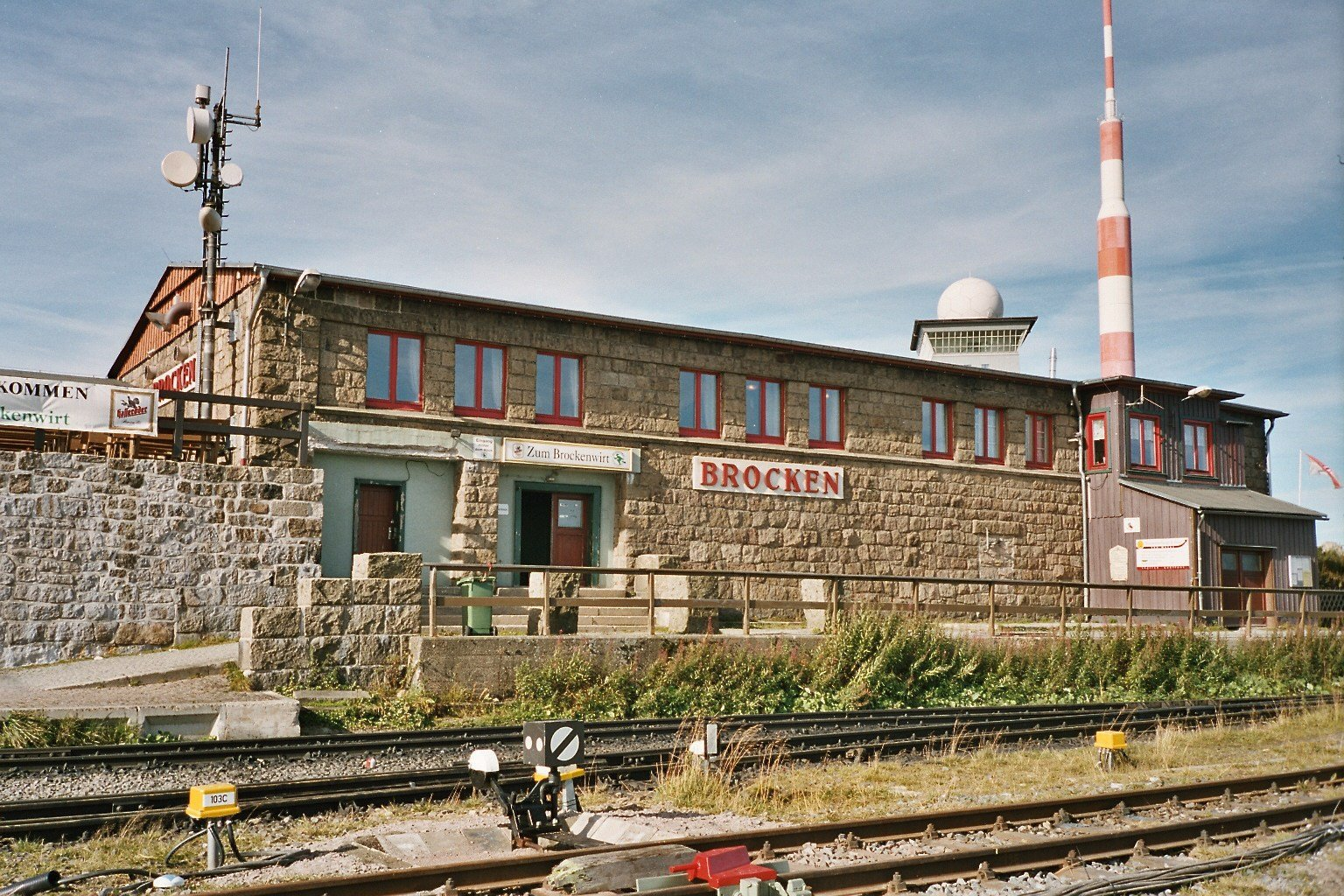
Bahnhof Brocken (2004)

Heute pendelt täglich die Brockenbahn – eine Schmalspurbahn – zwischen Wernigerode, Drei Annen Hohne, Schierke und dem Brocken. Die Personenzüge sind meistens mit Dampflokomotiven bespannt.
Auf dem Gipfel befinden sich das Brockenhaus mit einem Besucherzentrum des Nationalparks Harz, das eine Ausstellung zur Geschichte des Berges sowie des Brockengartens beinhaltet. Des Weiteren finden sich Restaurants und das Brockenhotel, welche von den Brockenwirten der Familie Steinhoff bewirtschaftet werden. Bedeutende Wirte der Vergangenheit waren Johann Friedrich Christian Gerlach von 1801 bis 1834, Eduard Nehse zwischen 1834 und 1850, der ab 1836 kontinuierliche Wetterbeobachtungen vornahm, 1849 eine Brockenkarte und 1850 das „Brockenstammbuch“ herausbrachte, sowie Rudolf Schade von 1908 bis 1927, der die Bekanntheit und den technischen Ausbau der Gastwirtschaft auf dem Brocken erheblich steigerte. Auf Einladung des Harzer Verkehrsverbands fand zum 100. Todesjahr Johann Wolfgang von Goethes am Samstag, dem 18. Juni 1932, auf einem dem Hexentanzplatz zugewandten Plateau das Hexenexperiment des britischen Parapsychologen Harry Price statt.
Das Gebiet um den Brocken ist insbesondere bei Wanderern beliebt. Der Goetheweg ist ein zum Brockengipfel führender Wanderweg. Benannt ist er nach Johann Wolfgang von Goethe, der im Jahr 1777 ungefähr diesen Weg einschlug. Viele Wanderwege führen in die benachbarten Orte Schierke, Braunlage und Sankt Andreasberg. Vom Brocken aus führt der 100 km lange Harzer Hexenstieg Richtung Osten nach Thale sowie Richtung Westen über Torfhaus und Altenau nach Osterode. Der Teufelsstieg führt vom Brocken nach Bad Harzburg oder nach Elend. Auch Mountainbiker nutzen die Wanderwege.
Von Schierke aus führt die asphaltierte Brockenstraße auf den Gipfel, die unter anderem mit Pferdefuhrwerken bis zur Knochenbrecherkurve unterhalb des Gipfels befahren und von Touren- und Rennradfahrern genutzt wird. Aufgrund der Lage im Nationalpark dürfen Fahrzeuge mit Verbrennungsmotor dort nur mit Sondergenehmigung verkehren. Nach einer Studie der Universität Würzburg aus dem Jahr 2015 wird der Brockengipfel jährlich von etwa 580.000 Touristen besucht, die zu Fuß, mit dem Fahrrad oder mit der Brockenbahn auf den Gipfel gelangen.
Als besonderes Original galt Benno Schmidt (1932–2022) – genannt Brocken-Benno – aus Wernigerode, der den Berg in den Jahren 1989 bis 2022 fast täglich erwanderte und im September 2020 die 8888. Besteigung durchgeführt hat. Er wurde mehrfach ausgezeichnet.
Etwa eine halbe Million Menschen fahren heute jedes Jahr mit den historischen Zügen den Brocken hinauf, auf den zweithöchsten Bahnhof Deutschlands nach der Zugspitze.
Wie viele Menschen jedes Jahr insgesamt kommen, ist schwer zu schätzen. Wanderer nehmen einen der zahlreichen Wege aus Niedersachsen oder Sachsen-Anhalt oder kommen mit dem Fahrrad. Schätzungen schwanken zwischen zwei und drei Millionen Besuchern jährlich.

## Sport
Zwei bekannte Laufveranstaltungen führen auf den Brocken: der Ilsenburger Brockenlauf (Anfang September, 26 Kilometer, davon 12 Kilometer Steigung, ausgetragen seit den 1920er Jahren) und der Brocken-Marathon im Rahmen des Harz-Gebirgslaufes mit Start und Ziel südlich Wernigerode. Beide Läufe führen aus dem Tal auf den Brocken und wieder zurück. Der läuferisch anspruchsvollste Teil sind jeweils die letzten vier Kilometer vor dem Brockengipfel, auf dem bei beiden Wettkämpfen eine gesonderte Bergwertung stattfindet. In diesem Abschnitt ist ein Betonplattenweg mit durchgängig etwa 20 Prozent Steigung zu überwinden und die Läufer sind oberhalb der Waldgrenze oft einem scharfen, eisigen Wind ausgesetzt. Von den jeweils knapp 1000 Teilnehmern schaffen es regelmäßig nur etwa 50, diese Passage ohne Gehpausen durchzulaufen.
Seit 2004 startet im Februar jeden Jahres die Brocken-Challenge, ein Ultramarathon mit 84 Kilometern Länge von Göttingen zum Brockengipfel. Der Erlös dieser Veranstaltung kommt sozialen Zwecken zugute. Die Läufe werden unter Einhaltung der Regeln im Nationalpark durchgeführt.
Seit 2003 wird jährlich der 87 Kilometer lange „Brockenaufstieg“ von Göttingen zum Brocken durchgeführt. Mehr als 300 Personen nehmen jeweils an dieser zwei Tage dauernden Wanderung im Juni teil.
Anfang Mai findet jährlich über zwei Tage verteilt der Braunschweig-Brocken-Ultralauf 2 × 75 km statt. Die Teilnehmer laufen von Braunschweig nach Schierke, überqueren den Brocken, nächtigen in Schierke und laufen am nächsten Tag wieder zurück. Insgesamt ist es somit ein 150-Kilometer-Lauf.
Wintersport findet auf dem Brocken trotz häufig guter Schneelage nicht statt. Die vom Nationalpark betreuten Loipen und Skiwanderwege liegen außerhalb des Brockengebietes. Für Freizeit-Skifahrer oder Rodler ist der Brocken über Winterwanderwege zu erreichen.

## Gebäude auf dem Brocken

### Wolkenhäuschen

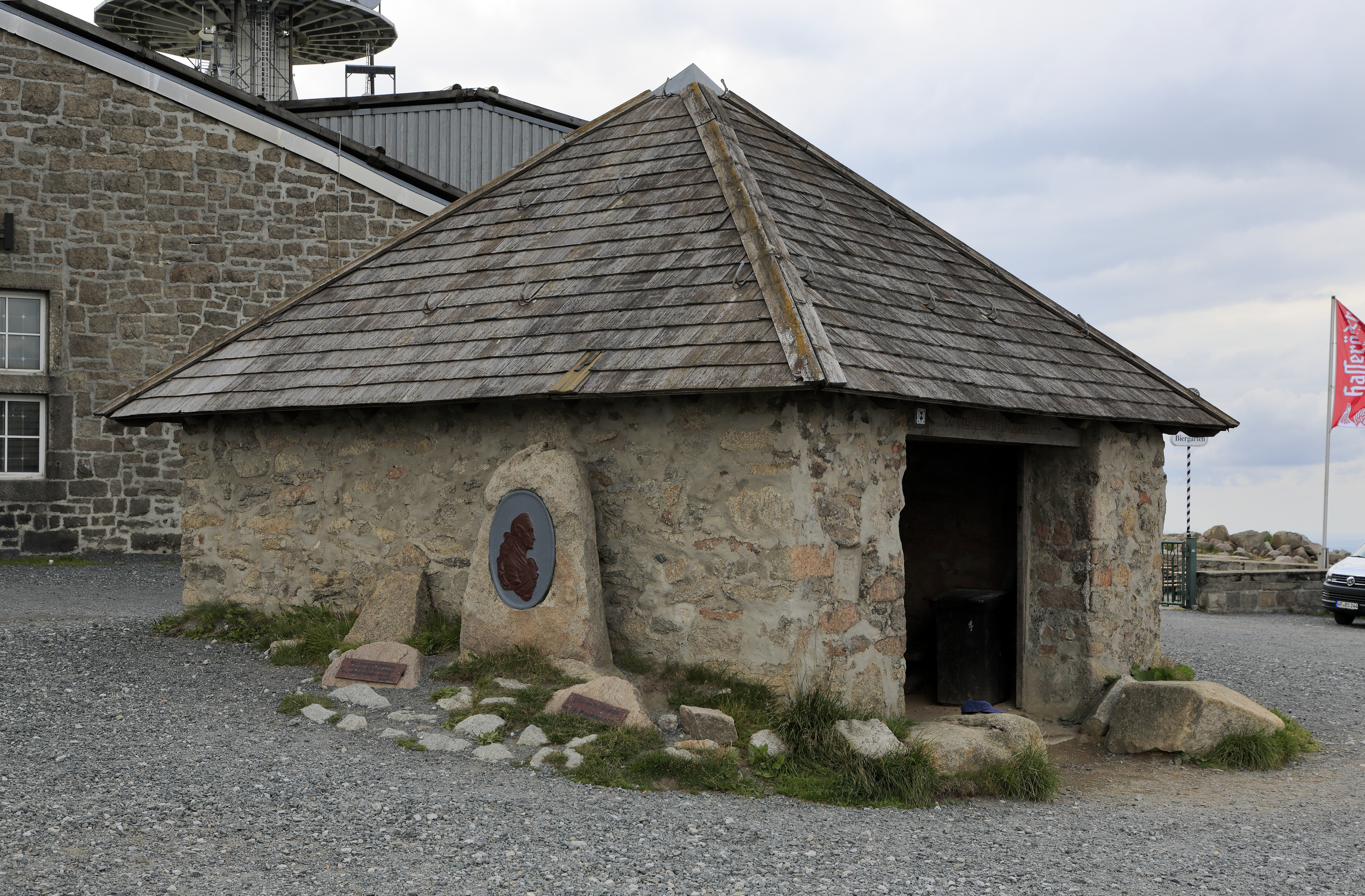
Wolkenhäuschen (2021)

Das Wolkenhäuschen entstand als erste bekannte Bebauung des höchsten Harzgipfels und ist trotz der wechselvollen Geschichte des Berges bis heute erhalten.
Das unter Denkmalschutz stehende Gebäude wurde 1736 auf Veranlassung des Grafen Christian Ernst zu Stolberg-Wernigerode errichtet. Die Baukosten betrugen 17 Taler. Das mehr einen überdachten Unterstand darstellende Wolkenhäuschen sollte Wanderern auf dem Brocken eine Unterkunft ermöglichen.

### Sendeanlagen

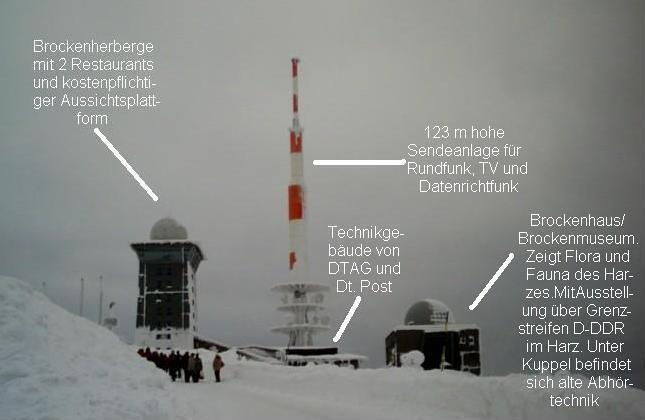
Gebäude und Einrichtungen auf dem Brockengipfel (Stand: 2006)

Schon in den 1930er Jahren erkannte man, dass der Brocken ein vorzüglicher Standort für eine der neuen Fernseh-Sendeanlagen ist. In dem 1937 fertiggestellten alten Fernsehturm (siehe auch: Geschichte des Fernsehens in Deutschland und Fernsehen in Deutschland) befinden sich heute neben dem Brockenhotel eine Aussichtsplattform und eine MSSR-Radarstation der Deutschen Flugsicherung (DFS). In unmittelbarer Nachbarschaft sind zahlreiche Sende- und Empfangsanlagen installiert, davon insgesamt dreizehn Rundfunksender, Sender für den Mobil- und Richtfunk sowie zwei Amateurfunkrelais.

### Brockenhotel

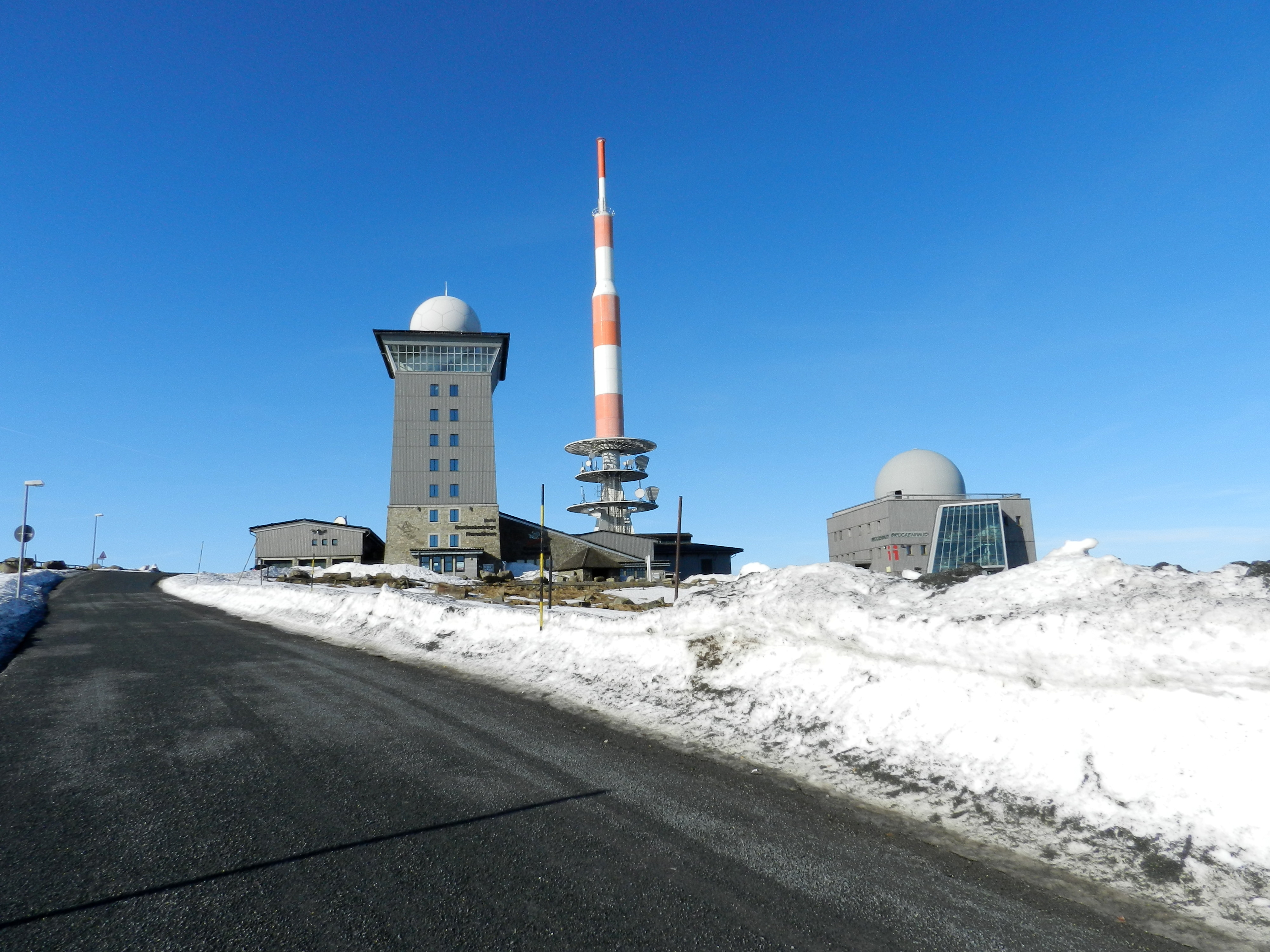
Brockengipfel mit Hotel (links) und Museum (rechts) 2012

In dem höchsten Gebäude auf dem Brocken, dem alten Fernsehturm von 1936, befindet sich heute das Brockenhotel. Die Gästezimmer verteilen sich von der 2. bis 6. Etage, weitere Zimmer sind im Nebengebäude des Fernsehturms untergebracht. In der 7. Etage befindet sich das Turmcafé Hexenklause und in der 8. Etage gibt es eine große rundum verglaste Aussichtsplattform.
Der Goethesaal in der 1. Etage des Hotels wird für Veranstaltungen, wie u. a. die Rockoper Faust genutzt.
Weitere Gastronomie gibt es im Erdgeschoss mit dem Touristensaal und Biergarten. Das Brockenhotel ist das höchstgelegene Hotel im Norden Deutschlands sowie das einzige, das direkt im Nationalpark Harz steht.

### Brockenhaus
Das Brockenhaus als moderne Informationseinrichtung des Nationalparks Harz befindet sich in der umgebauten „Stasi-Moschee“, einer ehemaligen Abhöreinrichtung des Ministeriums für Staatssicherheit. Die historischen Antennenanlagen in der Kuppel können besichtigt werden. Im Brockenhaus gibt es eine Cafeteria und eine offene Dachterrasse mit einem 360° Rundumblick.
Hinter dem Gebäude befindet sich die Stempelstelle Nr. 9 der Harzer Wandernadel.
Außerdem befindet sich im Brockenhaus die Erste-Hilfe-Station der Bergwacht, die an allen Wochenenden und Feiertagen besetzt ist.

### Wetterstation

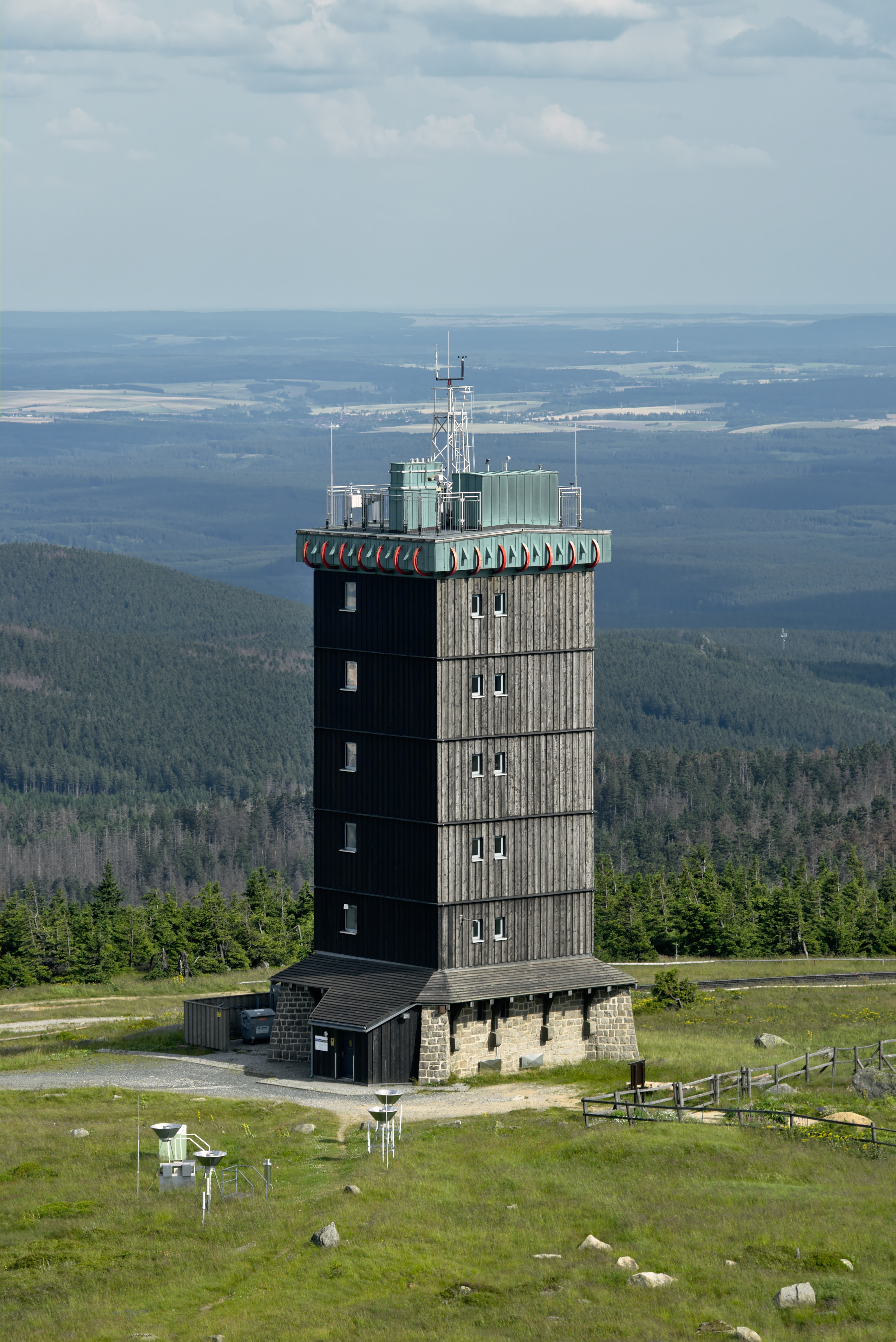
Wetterstation und Messfeld des DWD auf dem Gipfel

Der Brocken ist durch extreme Wettersituationen und überraschende Wetterwechsel geprägt. Ab dem Jahr 1836 gab es durch den Brockenwirt einen ständigen Beobachter der Wetterlagen. Im Jahr 1839 wurde auf dem Brocken die damals höchste meteorologische Station Deutschlands eingerichtet. Seit Herbst 1895 gibt es auf dem Brocken eine eigene Wetterwarte. Die heutige Wetterstation Brocken entstand 1939. Durch Bombardements am Ende des Zweiten Weltkrieges kam es zu Zerstörungen und einer Unterbrechung der Messungen, diese konnten im Jahr 1947 wieder aufgenommen werden. Am 16. März 2010 wurde die Wetterwarte Brocken als eine Klimareferenzstation des Deutschen Wetterdienstes eingeweiht und soll somit eine langfristige und ununterbrochene Klimabeobachtung gewährleisten.
Am 11. April 2014 kollidierte eine einmotorige Cessna 182 Q, von der Insel Rügen kommend, in dichtem Nebel mit der rechten Tragfläche mit den Messeinrichtungen auf dem Dach der Wetterstation und stürzte ab. Der Unfall forderte zwei Menschenleben.

### Bahnhof Brocken

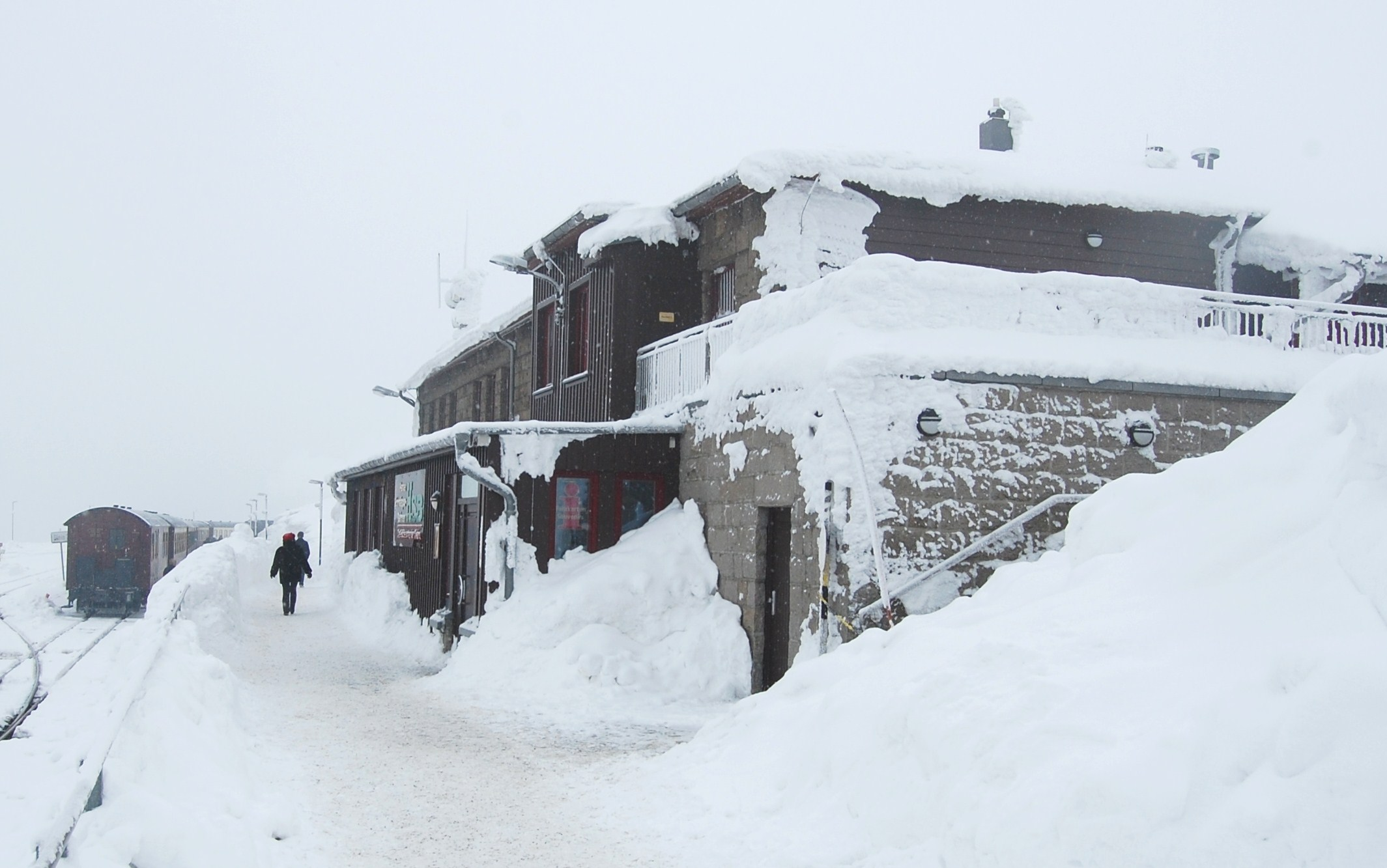
Brockenbahnhof im Winter

Der Bahnhof Brocken ist der Endpunkt der von den Harzer Schmalspurbahnen betriebenen Brockenbahn.
Die Eröffnung der Strecke zum Brocken erfolgte am 4. Oktober 1898. Das Bahnhofsgebäude wurde 1924 aus Granitsteinen erstellt. Er ist mit 1125 Metern der höchstgelegene Bahnhof Deutschlands, welcher von einer reinen Adhäsionsbahn bedient wird.
Im Bahnhofsgebäude ist eine Gaststätte sowie ein Fahrkarten- und Souvenirverkauf der Harzer Schmalspurbahnen untergebracht.
In unmittelbarer Nähe des Bahnhofs führt die Brockenstraße vorbei.

### Kulturdenkmale
Mehrere der Bauten und Anlagen auf dem Brocken sind im örtlichen Denkmalverzeichnis als Kulturdenkmale eingetragen. Neben dem Fernsehturm Brocken und der Wetterstation Brocken betrifft dies den Brockengarten und das Wolkenhäuschen. In der Vergangenheit waren auch der Trigonometrische Punkt auf dem Brocken und die Brocken-Silhouette als Denkmale ausgewiesen. Für die beiden Kulturdenkmale wurde der Denkmalstatus später jedoch wieder aufgehoben.